# Cristoforo Colombo
Cristoforo Colombo (in genovese Cristoffa Combo, in latino Christophorus Columbus, in spagnolo Cristóbal Colón; Genova, tra il 26 agosto e il 31 ottobre 1451 – Valladolid, 20 maggio 1506) è stato un navigatore ed esploratore italiano della Repubblica di Genova, attivo in Portogallo e in Spagna come capitano di mare al comando su navi mercantili, tra i più importanti protagonisti delle grandi scoperte geografiche europee a cavallo tra il XV e il XVI secolo. In particolare, deve la sua fama per esser stato il primo ad intraprendere la rotta atlantica che portò le potenze europee alla scoperta e alla colonizzazione delle Americhe.
La sua idea iniziale fu di raggiungere l'Asia orientale, le cosiddette "Indie", compreso il Catai (Cina) e il Cipango (Giappone), circumnavigando la Terra da occidente, ovvero dall'Oceano Atlantico. Arrivando invece in America centrale, il navigatore fu convinto, negli anni successivi, che quelle fossero sì delle nuove terre, ma sempre asiatiche, a tal punto che furono chiamate per molto tempo "Indie occidentali". Fu poi il navigatore Amerigo Vespucci che, nei primi anni del XVI secolo, scoprì che si trattava invece di un nuovo continente, inizialmente chiamato "Nuovo Mondo", quindi, in suo onore, fu rinominato dai cartografi "America".
Dapprima Colombo chiese i finanziamenti per le sue esplorazioni al re Giovanni II del Portogallo, ma i fondi gli furono negati e tentò allora con i re cattolici di Spagna (Castiglia e Aragona), i quali, dopo le trattative, e soprattutto grazie all'appoggio di Isabella di Castiglia, accettarono di finanziare l'impresa e di concedergli alcuni privilegi nel caso in cui l'esito fosse risultato positivo.
Salpato da Palos de la Frontera (Spagna) il 3 agosto 1492, giunse su un'isola delle Bahamas, che battezzò San Salvador, il 12 ottobre dello stesso anno. A tale primo viaggio ne seguirono poi altri tre, di minor fortuna, portandolo gradualmente al discredito ed alla privazione di molti dei riconoscimenti e dei titoli che egli avrebbe sperato, per sé e per i suoi figli, da parte dei sovrani del Regno di Castiglia e León, dove morì nel 1506 nell'allora capitale, Valladolid. Nemmeno nelle nuove terre scoperte gli fu dedicato qualche importante toponimo; questo almeno fino al 1819, quando il politico venezuelano Francisco de Miranda propose il nome di "Colombia" per indicare il nuovo stato indipendente sudamericano e rendere finalmente omaggio all'importante navigatore.

## Giovinezza

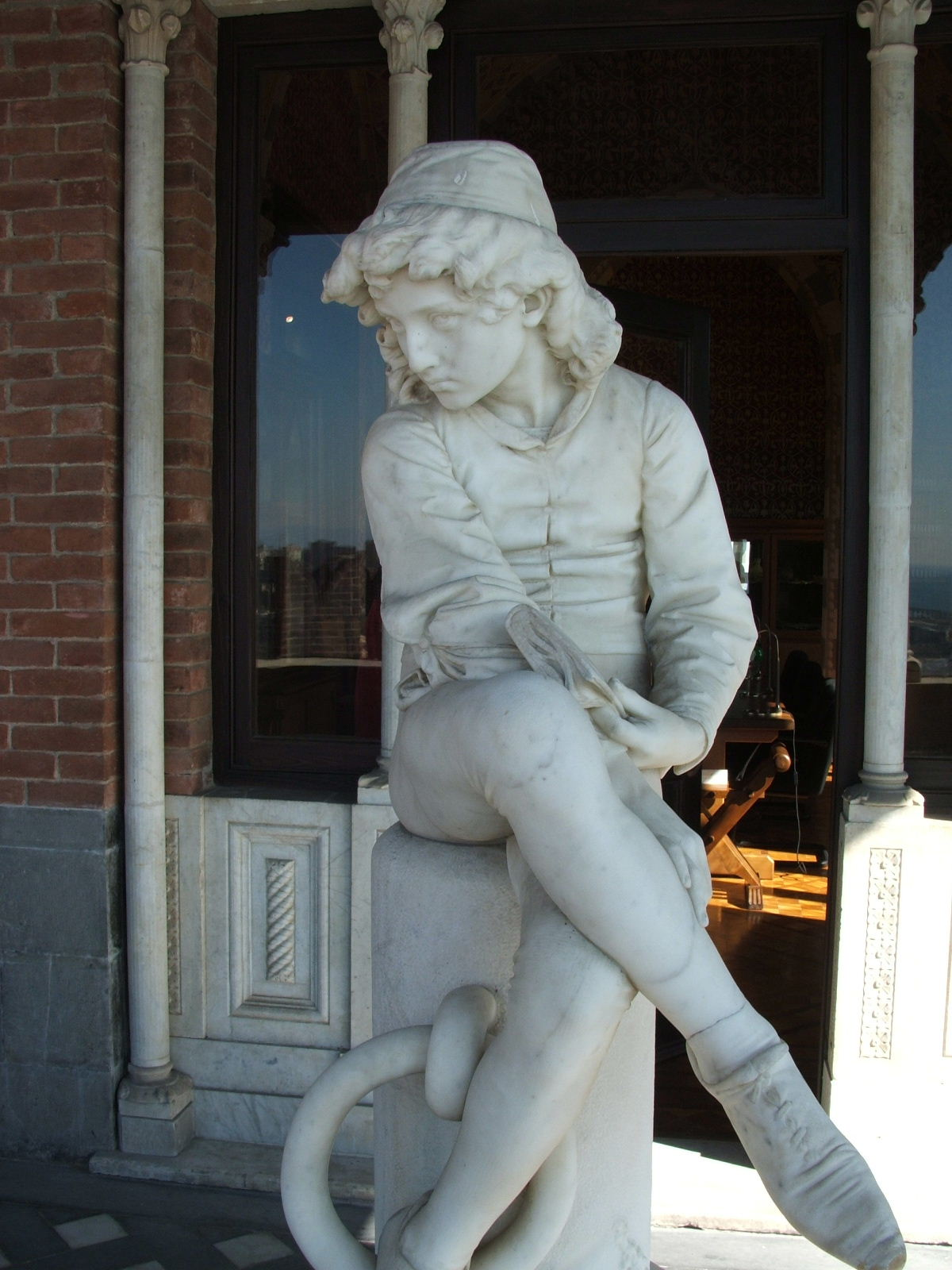
Colombo giovinetto, scultura di Giulio Monteverde situata a Genova, nel castello d'Albertis

Cristoforo fu il primogenito di quattro figli (tre maschi e una femmina) di Domenico Colombo e Susanna Fontanarossa, gestori dapprima di una piccola azienda tessile e successivamente, in seguito al trasferimento a Savona, di un negozio di vini e formaggi.

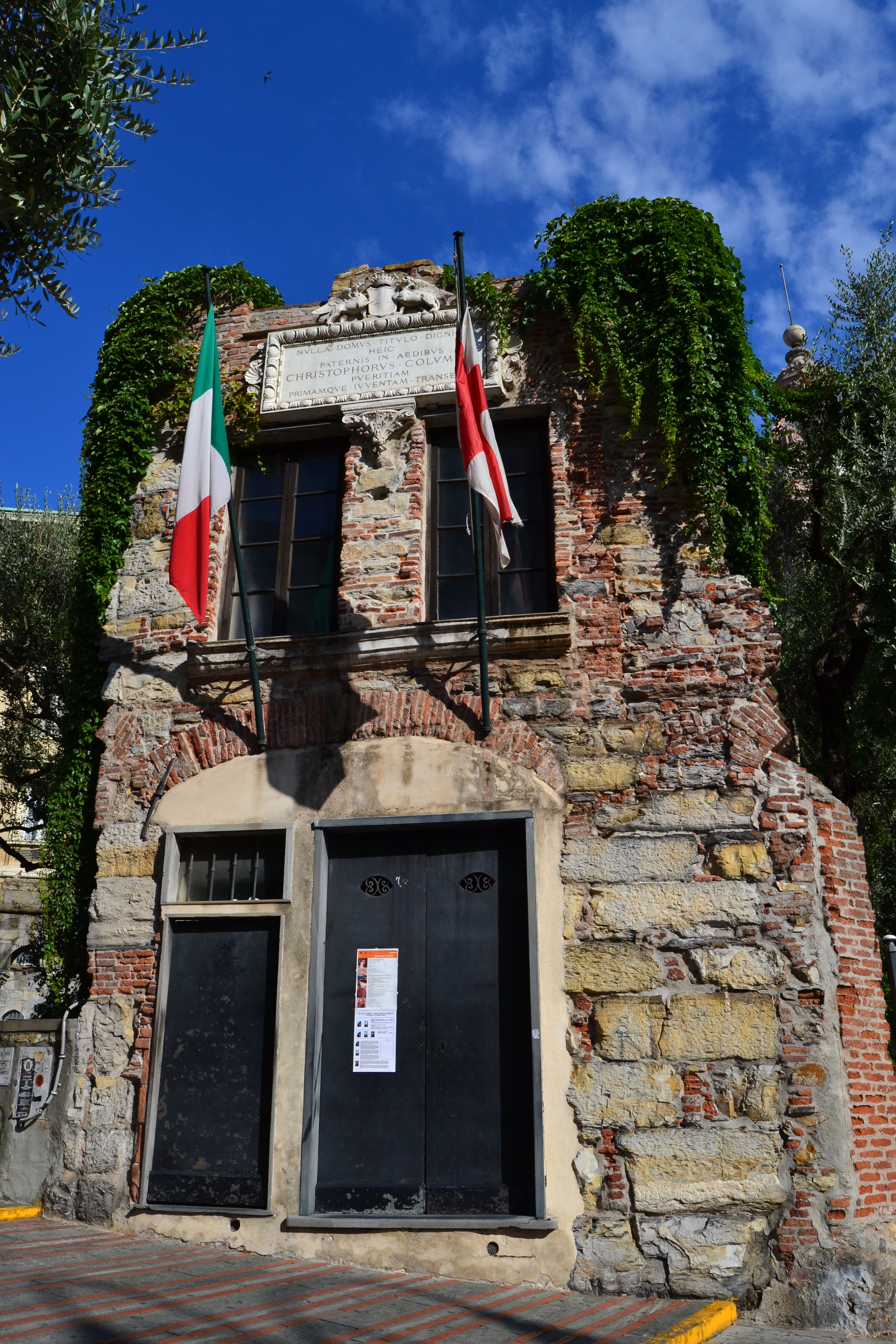
Genova, resti della costruzione settecentesca in Vico Diritto di Ponticello, dove Colombo abitò fra i quattro e i nove anni. Vi è stato ricavato un memoriale

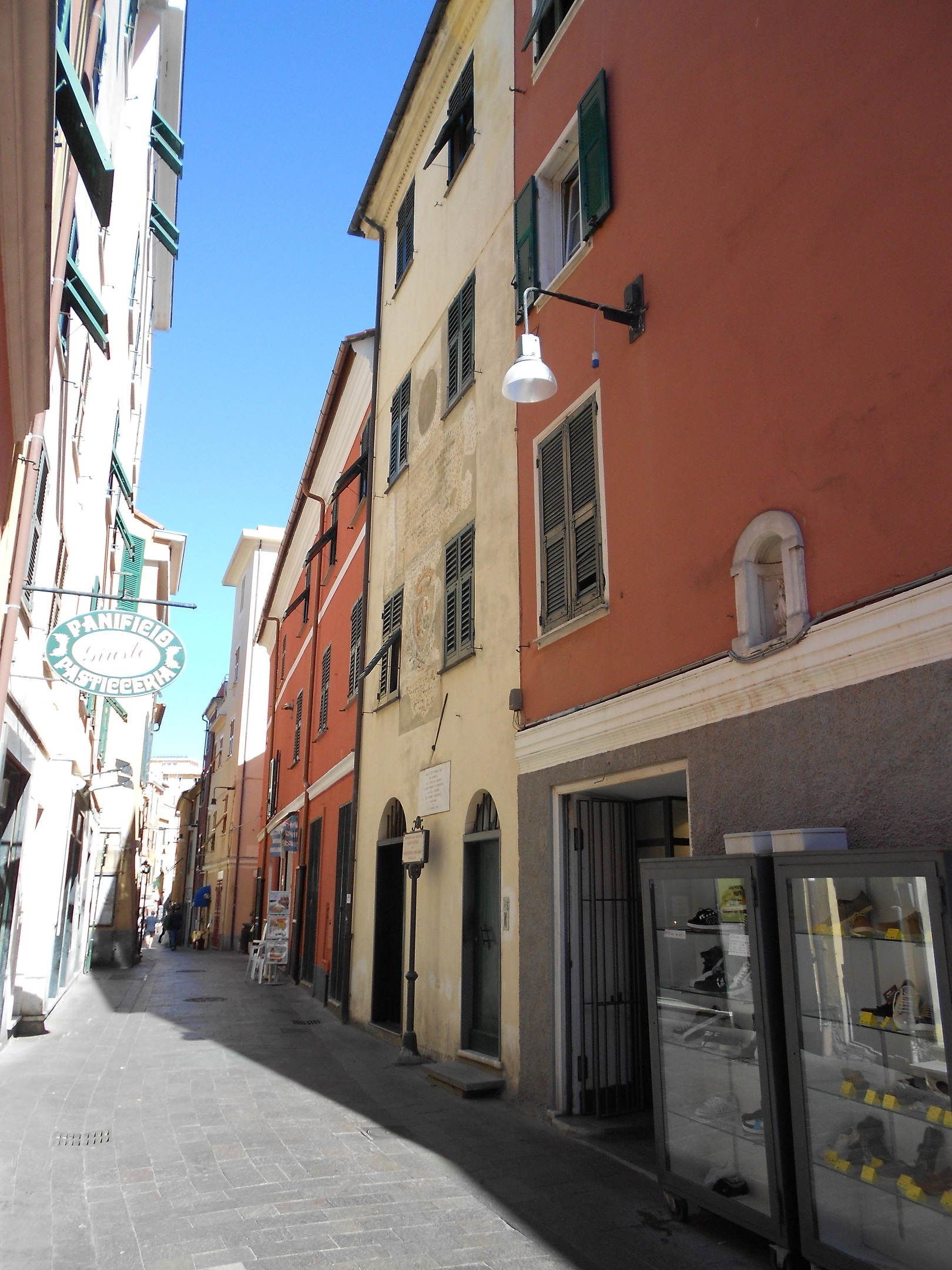
Cogoleto, casa natale di Cristoforo Colombo. La casa si trova in Via Rati (anticamente Contrada Caroggio). In questa casa Domenico Colombo, padre di Cristoforo, ha fatto testamento in data 23 agosto 1449

La casa genovese, sita in Vico Diritto di Ponticello angolo Via Dante nel quartiere Portoria, vicino a San Vincenzo di Genova, venne distrutta durante il bombardamento navale francese del 1684, e fu quindi ricostruita nei decenni successivi.
Altre fonti lo danno nato sempre nella Città metropolitana di Genova, ma questa volta a Cogoleto, presso Via Rati 28. Secondo questa versione, Cristoforo Colombo avrebbe lasciato molto presto Cogoleto per intraprendere la via del mare. Assumono grande importanza anche le parole scritte da Cristoforo Colombo nel 1501, in una lettera indirizzata ai reali di Spagna, in cui egli così si esprime: "Muy altos Reyes: de muy pequena hedad entre en la mar navegando y lo he continuado fasta oy". Di fatto Colombo afferma di aver iniziato a navigare sin dalla giovanissima età e di non aver fatto altro. Quindi Cristoforo Colombo di Genova, poi trasferitosi a Savona, non potrebbe essere lo scopritore: infatti, come attestano i documenti conservati nella Sala Colombiana dell'Archivio di Stato di Genova, nel periodo 1470/1472 quest'ultimo è ancora sotto tutela paterna ed esercita l'arte di tessitore di panni.
Altre versioni ancora lo danno nato sempre in altre località della Riviera di Ponente ligure, ma i documenti storici sono scarsi. Fonti più certe confermano comunque i primi anni d'infanzia sicuramente a Vico Diritto di Ponticello di Genova, e le informazioni storiche diventano ancor più attendibili a partire dal 1470, quando la famiglia si trasferì a Savona, dove rimase almeno fino al 1484, prima presso Contrada San Giuliano (Via dei Cassari), in una casa oggi inesistente, poi nel quartiere Legino, in un podere situato in Via Belvedere di Valcada.
Pare che il giovane Colombo non frequentasse la scuola, ma tutte le nozioni gli furono impartite dal padre, che voleva avviarlo al proseguimento dell'attività commerciale. Cristoforo però, insieme al fratello Bartolomeo, si interessò principalmente di geografia e cartografia; inoltre, soprattutto durante il periodo savonese, si dedicò ad esercitarsi alla navigazione marittima. Egli stesso affermò, in una sua lettera, di aver già cominciato a navigare a Genova, all'età di quattordici anni.
L'occasione per le sue imprese navali arrivò nel 1472 quando, contro il parere del padre, accettò di entrare nelle flotte al soldo del Re Reynel Renato d'Angiò per contrastare le navi aragonesi nel Mediterraneo occidentale, quindi di lavorare come mercante marittimo al servizio delle famiglie genovesi Centurione, Di Negro, Imperiali e Spinola. In questo periodo, per le sue ottime qualità, ottenne il grado di Comandante di Vascello, imparando velocemente il castigliano e il portoghese. Nel 1473 partì alla volta dell'isola di Chio in Grecia, navigando con la Roxana, e lì vi abitò per circa un anno, alternando dei periodi di navigazione nell'Egeo, nel Mediterraneo, le coste del Portogallo e brevi ritorni in Liguria. Durante i suoi viaggi latinizzò il suo nome (com'era usanza del tempo) nelle firme che poneva su lettere e documenti; in seguito utilizzò come firma anche il nome in lingua castigliana, ovvero Cristóbal Colón.. 

Il 31 maggio 1476 partì da Noli (SV) sulla Bechalla della repubblica marinara di Genova, comandata da Cristoforo Salvago, insieme a tre galeazze di Squarciafico, Di Negro e Goffredo Spinola, più la baleniera del fratello Nicolò Spinola, tutte dirette nelle Fiandre (nell'attuale Belgio), e poi a Bristol, in Inghilterra.

Lungo la rotta però, la flotta fu attaccata da corsari francesi al largo di Capo Vincenzo (Portogallo), dove Colombo riuscì a rifugiarsi a Lagos, nel Portogallo meridionale. Da lì, qualche mese dopo riuscì a ripartire alla volta di Galway (Irlanda), raggiungendo anche l'Islanda, probabilmente nella primavera del 1477.

## La via per le Indie

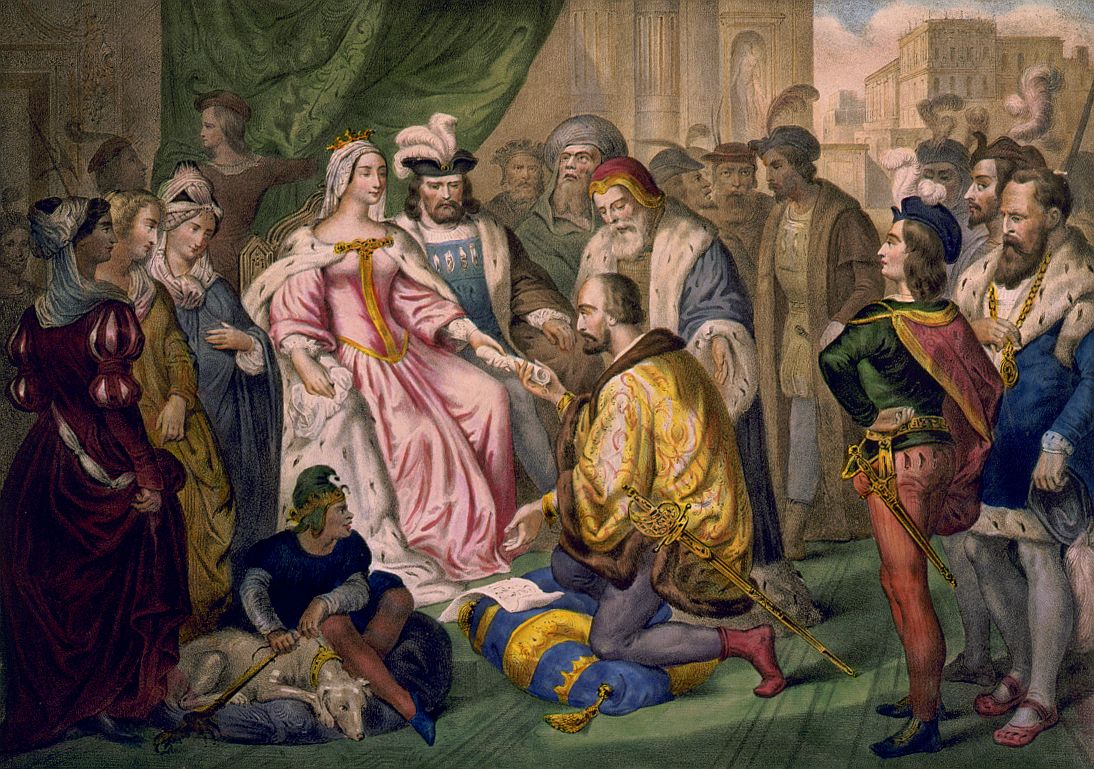
Cristoforo Colombo in ginocchio davanti alla regina Isabella di Castiglia

Nel 1478 Colombo tornò in Portogallo, vivendo temporaneamente a Lisbona, dove suo fratello Bartolomeo già lavorava come cartografo, per curare i commerci della famiglia Centurione. Basandosi sulle mappe, sui racconti dei marinai e sui reperti (canne, legni e altro) trovati al largo delle coste delle isole del "Mare Oceano" (antico nome dell'Oceano Atlantico), cominciò a convincersi che al di là delle Azzorre dovesse esserci una terra continentale e che questa non potesse essere altro che quella delle "Indie", ovvero l'Asia, che comprendeva quindi anche il Catai (Cina) e il Cipango (Giappone) descritti da Marco Polo, rendendosi essa raggiungibile da Occidente attraverso la rotta di circumnavigazione marittima della Terra. Si documentò quindi su testi geografici come l'Historia rerum ubique gestarum di Papa Pio II del 1477, quindi l'opera Imago mundi di Pierre d'Ailly (1480) e infine il più noto Il Milione di Marco Polo. Una notevole influenza sulla sua decisione in favore del progetto del lungo viaggio marittimo di "buscar el Oriente por el Occidente" (così fu poi riassunto dalla storia), fu una lettera che nel 1474 Paolo Toscanelli indirizzò al canonico di Lisbona Martins De Reriz, in risposta al quesito postogli da Alfonso V del Portogallo attraverso lo stesso canonico. Nella missiva, il fisico fiorentino riteneva anch'egli percorribile una rotta marittima verso ovest per raggiungere le cosiddette "Indie", tuttavia in errore sui calcoli matematici delle distanze geografiche calcolate.
Nel 1479 inoltre, il navigatore conobbe e sposò a Lisbona Filipa Moniz Perestrello, figlia di Bartolomeo Perestrello il Vecchio (navigatore portoghese di origini piacentine e, dal 1419, governatore di Porto Santo). La coppia, a partire dal 1480 circa, si trasferì nell'arcipelago portoghese di Madera, al largo del Marocco, prima sull'isola di Porto Santo, dove nacque il loro unico figlio, Diego, poi sulla stessa Madera. In quell'anno, Colombo si dedicò anche al commercio in proprio, tuttavia senza successo. Il fallimento, insieme alla convinzione sempre più forte sul viaggio atlantico e il decisivo incontro con un naufrago il quale, in punto di morte, tracciò addirittura una mappa delle lontane terre a occidente, lo fece ritornare a Lisbona, dove continuò a studiare le mappe.

### Realizzazione del progetto

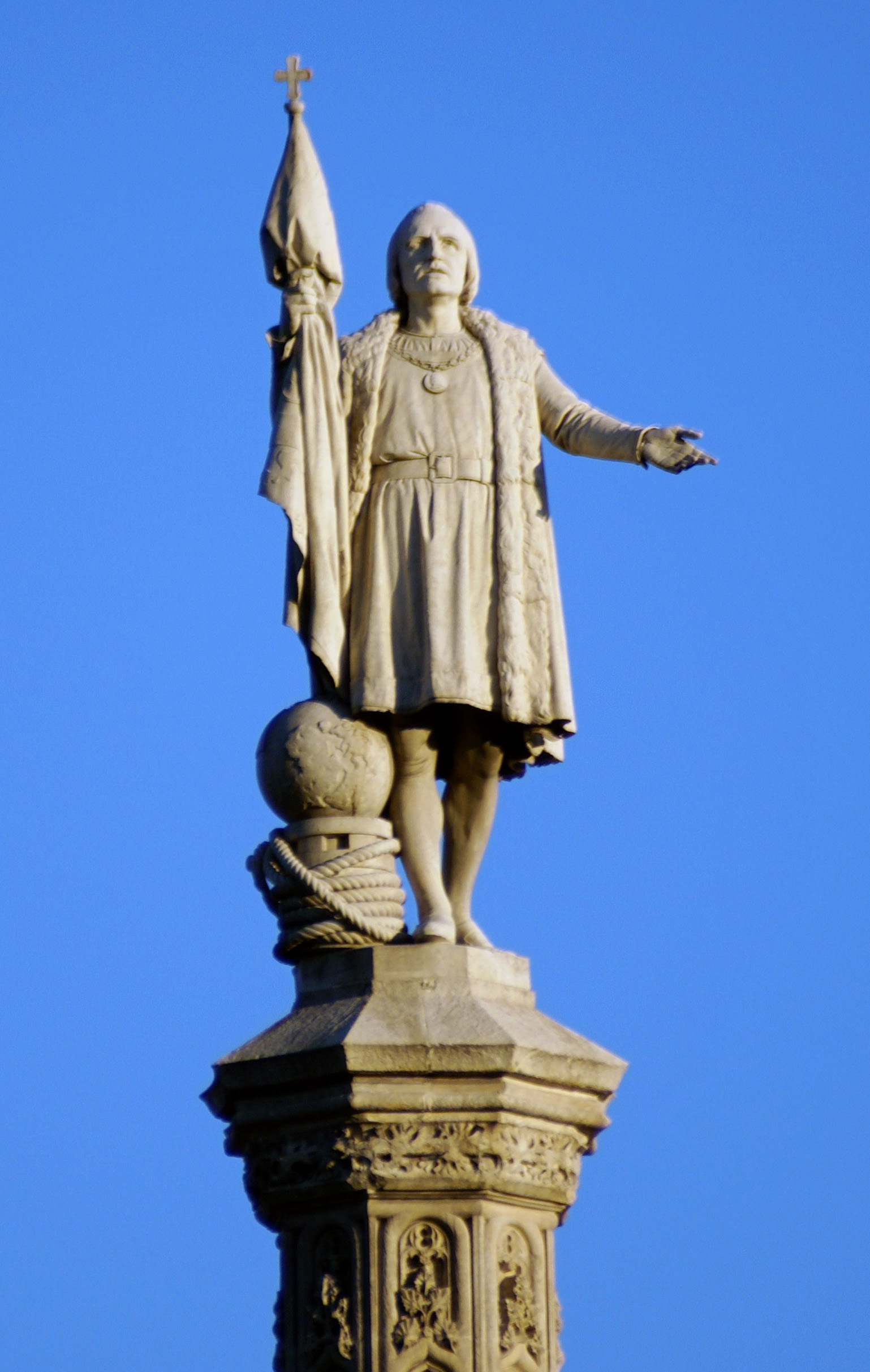
Statua dedicata a Colombo a Madrid

Colombo incontrò il re Giovanni II di Portogallo nel 1483, al quale chiese la somma necessaria per il suo progetto, ma dopo aver consultato i suoi esperti il Re rifiutò la proposta. Nel frattempo, la moglie Filipa morì (alcune fonti incerte dicono che fu invece abbandonata) nel 1485, per cause ignote, durante un viaggio a Roma. Ormai da solo e rifiutato dal Re Giovanni II, nulla legava più Colombo al Portogallo che lasciò, in segreto, con suo figlio Diego, trasferendosi in Spagna (Regno di Castiglia), precisamente a Siviglia, dove viveva sua cognata, la ricca sorella della moglie, Briolanja Violante Moniz Perestrello, altresì proprietaria della villa di Tomares e consorte dell'uomo d'affari fiorentino Francesco Bardi. Cristoforo infatti, era alla ricerca di qualcuno che potesse finanziare il viaggio. Oltre Bardi, il navigatore contattò anche il duca di Medina Sidonia, ma questi non ottenne l'appoggio della Corona, e si trovò costretto a rifiutare. Nel marzo del 1486 Colombo si fece anche ospitare dai frati francescani di Rábida, un convento non lontano dal piccolo porto di Palos de la Frontera (Cadice), dove il navigatore già si stava informando su navi ed equipaggi. I porti principali infatti, erano occupati dall'Inquisizione per la massiccia espulsione dei non cattolici (musulmani e successivamente ebrei non convertiti) dalla Spagna.

Nello stesso anno, Colombo tentò di convincere anche Don Luis de la Cerda, duca di Medinaceli ad intercedere per i finanziamenti presso la regina Isabella di Castiglia, la quale, alla fine, decise di incontrare il navigatore.
Colombo allora, si stabilì a Cordova già dal 20 gennaio 1486, al cospetto di Alfonso de Quintanilla, tesoriere dei regnanti, come preludio all'incontro con la Regina, tuttavia temporaneamente assente in città. Qui, l'esploratore conobbe i fratelli Luciano e Leonardo Barroia, e l'amico Diego de Arana, che gli presentò la cugina Beatriz Enríquez de Arana, dedita al commercio vinicolo e orfana da tempo. Colombo s'innamorò di lei, ma senza sposarla; i due ebbero un figlio nel 1488, Fernando Colombo (Hernando Còlon), secondo ed ultimogenito dell'esploratore. Nello stesso periodo, il navigatore ebbe anche una relazione con Beatriz de Bobadilla, signora di La Gomera, nipote della marchesa di Moya, che pare ebbe un ruolo decisivo nel convincere i regnanti ad accettare di finanziare il viaggio.
Nel maggio del 1487 i regnanti Ferdinando e Isabella incontrarono finalmente Colombo, che presentò il suo progetto. Una commissione di corte, presieduta da padre Hernando de Talavera (confessore dei re cattolici) e composta da uomini dotti (letrados) come Rodrigo Maldonado de Talavera, si riunì per decidere le effettive possibilità di riuscita, ma il progetto fu respinto alla fine del 1490 (nel frattempo, la corte si era trasferita a Salamanca).
Colombo, nei mesi successivi, insistette ancora, con l'aiuto del fratello Bartolomeo, rivolgendosi anche ai sovrani d'Inghilterra e di Francia. All'inizio del 1492, col protrarsi dell'attesa, il navigatore giunse oramai ai limiti delle risorse economiche, al punto da non essere quasi più in grado di provvedere alla sua famiglia, costretto a vendere libri e disegnare mappe.

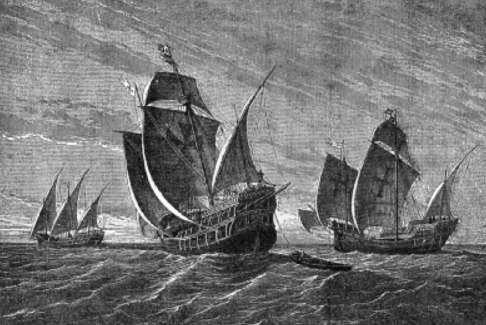
I tre velieri in una stampa di Gustav Adolf Closs del 1892

Padre Juan Pérez, confessore personale della Regina, tramite Sebastiano Rodriguez fece recapitare una missiva alla stessa regina, la quale due settimane dopo fece convocare il padre. Il tesoriere Luis de Santángel, Ferdinando Pinello e altri intanto assicurarono la copertura finanziaria eventualmente richiesta Si riunirono nuovamente gli esperti, mentre Colombo ricevette tramite lettera la comunicazione di una nuova udienza. Decisivo fu anche il contributo del vescovo Geraldini originario della città di Amelia, anche lui confessore della regina Isabella e amico personale di Colombo e del fratello Antonio; per sua insistenza, la Regina si convinse a consentire il viaggio. Colombo avrebbe poi intitolato una delle isole del Nuovo Mondo a Graziosa, madre del Geraldini, e il prelato divenne anche il primo vescovo residenziale delle Americhe.
Colombo si recò a Siviglia, ma i reali si erano da poco trasferiti a Santa Fe, vicino a Granada. Colombo li raggiunse e nell'incontro, i reali furono propensi al finanziamento, ma lui dettò le sue condizioni, ovvero il titolo di ammiraglio e la carica di viceré e "governatore delle terre scoperte" (titolo che doveva altresì essere ereditario), la possibilità di conferire ogni tipo di nomina nei territori conquistati e, inoltre, una rendita pari al 10% di tutti i traffici marittimi futuri. Le richieste furono considerate eccessive e non si fece alcun accordo, per cui Colombo ripartì, ma venne richiamato, e le richieste vennero accettate in caso di successo. Durante le trattative, che durarono fino ad aprile, Isabella si fece rappresentare da Juan de Coloma, mentre le bozze furono redatte dallo stesso padre Perez. Il contratto (Capitolaciones de Santa Fe), fu firmato il 17 aprile 1492, con cinque paragrafi integrali.

### Le Caravelle
La somma necessaria per l'armamento, pari a 2 000 000 di maravedí, sarebbe stata versata metà dalla corte e metà da Colombo, finanziato a sua volta da un istituto di credito genovese, il Banco di San Giorgio e dal mercante fiorentino Giannotto Berardi. Si trattava, in realtà, di una somma modesta anche per quei tempi: si calcola, infatti, che quella che si sarebbe rivelata come una delle più importanti spedizioni della storia umana, fu finanziata con una spesa complessiva variabile fra gli attuali 20 000 e 60 000 €.
Dopo la firma, Colombo lasciò la città il 12 maggio, affrettandosi a giungere a Palos, dove aveva già stretto accordi con gli armatori e navigatori delle due navi più piccole, i fratelli Pinzón (Martin, Francisco e Vicente). Furono così allestiti tre velieri (di norma definiti caravelle), di cui due, la Santa Maria e la Pinta erano dotati di alberi a vele quadre, mentre l'ultimo, la Niña, era dotato di vela latina. Tecnicamente nessuna poteva definirsi nave dal punto di vista velico, perché mancanti di tre alberi a vele quadre.
A giugno, la Pinta e la Niña furono già pronte, sfruttando così il tempo residuo per il reclutamento dell'equipaggio. Nel reclutare i novanta marinai, Colombo venne validamente aiutato da Martín Pinzón, che godeva di ottima fama nella città. A Martín Pinzón spettò il ruolo di comandante in seconda di Colombo e l'esecuzione pratica del viaggio, mentre a Colombo spettò la guida come artefice dell'idea. La Pinta, che stazzava 140 tonnellate e la piccola Niña che ne stazzava solamente 100, vennero comandate rispettivamente dai due armatori Martín e Vicente Pinzón.
La Santa María, di proprietà del cantabrico Juan de la Cosa e a cui venne confiscata per questa missione, venne allestita per ultima. Venne inizialmente chiamata Gallega in quanto costruita in Galizia e fu lo stesso Colombo a darle il nome di Santa Maria, anche se quest'informazione non è proprio certa; nei suoi diari la chiama Capitana, Ammiraglia, Nao o semplicemente Gallega. Fu l'unico veliero della spedizione che si fregiò del titolo di vera e propria "nave" (in realtà si trattava di una caracca), poiché stazzava 150 tonnellate e, in qualità di nave ammiraglia, era capitanata dallo stesso Colombo. De la Cosa venne anche nominato pilota di flotta per il viaggio.

## Scoperta dell'America e viaggi successivi

### Primo viaggio: 1492-1493

Primo viaggio nel mar dei Caraibi

I quattro viaggi di Colombo

La partenza della prima spedizione avvenne il 3 agosto 1492 da Palos de la Frontera, con rotta verso le Isole Canarie per sfruttare i venti. Il 6 agosto si ruppe il timone della Pinta e si credette a un'opera di sabotaggio, quindi furono costretti a uno scalo di circa un mese a La Gomera per le necessarie riparazioni. La Pinta giunse con due settimane di ritardo a causa dell'avaria, tanto che Colombo pensò di sostituirla con un'altra caravella. Si approfittò della sosta per modificare anche la velatura della Niña, trasformandola da latina a quadra per meglio adeguarla alla navigazione oceanica. Va anche detto che a La Gomera era presente la giovane vedova del governatore, Beatriz de Bobadilla y Ulloa, che a quanto pare aveva già avuto uno scambio di cortesie col navigatore.
Le tre navi ripresero il largo il 6 settembre, spinte dagli alisei, dei quali Colombo conosceva l'esistenza. Questi venti spirano sempre da est verso ovest, formando stabilmente una striscia di nuvole galleggiante nell'aria, tanto che l'ammiraglio, nel giornale di bordo, scrisse: «Si naviga come tra le sponde di un fiume». Un'altra, tra le suggestioni del primo viaggio transoceanico, fu la posizione delle navi costantemente rivolte verso il tramonto, oltre che la sensazione di procedere per ampi spazi mai prima toccati. Le caravelle navigarono per un mese senza che i marinai riuscissero a scorgere alcuna terra, cominciando così a provocare un certo nervosismo nell'equipaggio. Il 16 settembre, le caravelle cominciarono ad entrare nel Mar dei Sargassi, e Colombo approfittò dello spettacolo delle alghe galleggianti (un fenomeno tipico di questo mare, che prende il nome dell'alga sargassa), per sostenere che tali vegetali erano sicuramente indizi di terra vicina (cosa in realtà non vera), tranquillizzando temporaneamente i suoi uomini i quali, in realtà, erano ignari di trovarsi ancora a circa mille miglia nautiche dalle coste del nuovo continente.
Dal 17 settembre, si osservò con stupore il fenomeno assolutamente sconosciuto della declinazione magnetica: la bussola infatti, indicava il polo magnetico, distaccandosi sempre di più dal nord geografico, posto leggermente più a est, col rischio quindi di allontanare le navi dalla loro rotta. Questi strani fenomeni fisici, ebbero l'effetto di spaventare i marinai e aumentare inevitabilmente la tensione. Il 6 ottobre Colombo registrò di aver percorso 3652 miglia, già cento in più di quante ne aveva previste. I suoi calcoli geografici delle distanze fino alle Indie infatti, risultarono errati, avendo, di fatto, stimato una rotta almeno nove volte più piccola di quella reale.
Lo stesso giorno vi fu una riunione generale dei comandanti a bordo della Santa Maria, durante la quale Martín Pinzón suggerì di virare da ovest verso sud-ovest, cosa che il giorno successivo il comandante fece, avendo visto alcuni uccelli dirigersi verso quella direzione.
Tuttavia, il 10 ottobre ci fu un principio di ammutinamento; Colombo, più che mai fermo nella propria idea e forte degli studi che aveva compiuto nel corso del viaggio, riuscì forse a ottenere un accordo: se entro tre o quattro giorni le vedette non avessero scorto alcuna terra, le caravelle sarebbero tornate indietro, oppure si sarebbe deciso diversamente. Giovedì 11 ottobre si ebbero alcuni segnali positivi: oltre l'aumentare degli uccelli in volo, furono avvistati diversi oggetti in mare, fra cui un giunco, un bastone e un fiore fresco che un marinaio pescò in mare. Durante la notte inoltre, Colombo si disse convinto di avere intravisto in lontananza una luce, «como una candelilla que se levava y se adelantaba» ("come una piccola candela che si levava e si agitava"). 

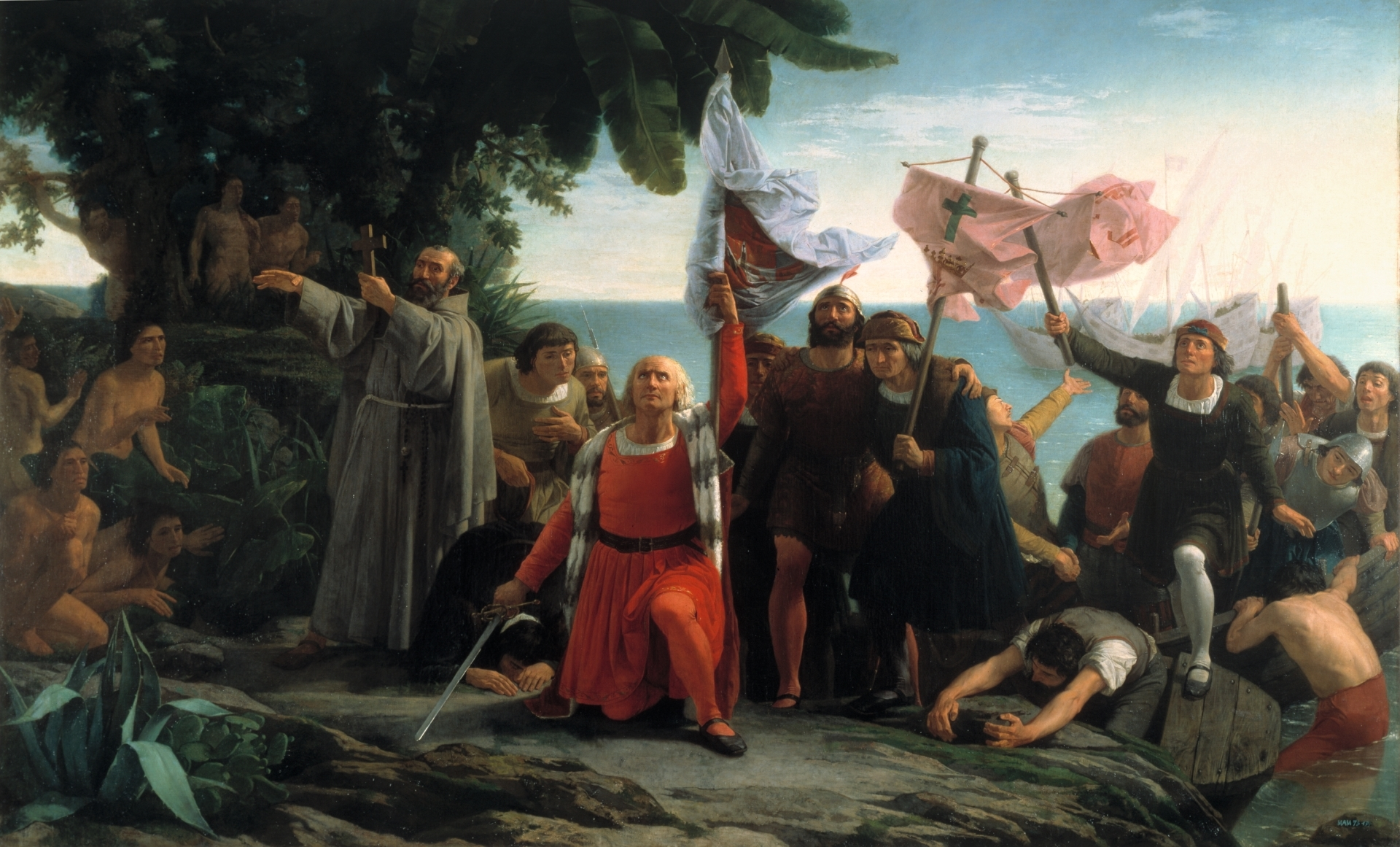
Colombo sbarcato nel Nuovo Mondo. Dióscoro Puebla, 1862

Fu solo alle due di notte di venerdì 12 ottobre 1492 che Rodrigo de Triana, a bordo della Pinta, distinse finalmente la costa (tuttavia, il premio in denaro promesso al primo che avesse avvistato la terra fu aggiudicato a Colombo). La mattina, le caravelle riuscirono a trovare un varco nella barriera corallina del Mare Caraibico e gli equipaggi riuscirono a sbarcare su un'isola chiamata, nella lingua locale, Guanahani, e che Colombo battezzò con il nome di Isola di San Salvador; l'identità moderna di questa isola corrisponde, presumibilmente, con quella di un'isola delle Bahamas. Gli spagnoli furono accolti con grande cortesia e condiscendenza dagli indigeni Lucayos, una tribù di nativi del gruppo etnico Taino. Colombo stesso, nella sua relazione, sottolinea più volte la gentilezza e lo spirito pacifico dei suoi ospiti: 
(Cristoforo Colombo, prima relazione sul viaggio nel Nuovo Mondo, 14 marzo 1493)
La sera del 27 ottobre, le caravelle arrivarono fino alla fonda della baia di Bariay a Cuba, nell'attuale provincia di Holguín. Nel diario di bordo di domenica 28 ottobre troviamo scritto: "Es la isla mas hermosa que ojos humanos hayan visto" ("È l'isola più bella che occhio umano abbia mai visto"). Tuttavia, data la mancanza di oro e la condizione primitiva degli indigeni, l'ammiraglio pensò di essere arrivato soltanto in un remoto avamposto della grande civiltà asiatica descritta da Marco Polo.

#### La diserzione di Pinzón e la scoperta di Hispaniola
Già nei primi giorni di novembre del 1492, il Capitano della Pinta Martín Alonso Pinzón riuscì a capire dagli indigeni la probabile esistenza di grandi ricchezze nell'isola di Babeque (oggi Haiti-Repubblica Dominicana) e, dopo alcuni tentativi, decise di proseguire le ricerche senza autorizzazione. Fu così che per circa due mesi la flottiglia si ridusse a due sole caravelle con le quali venne esplorata la parte settentrionale dell'isola Haiti, battezzata "Hispaniola". Giunsero infine nella baia che Colombo chiamò "Bahia de los Mosquitos" (altro nome che sopravvisse nei secoli) e si parlò di un'isola a forma di tartaruga che il navigatore chiamò "Tortuga".
Sempre convinto di trovarsi in Asia, Colombo confuse la parola indigena Cibao (una regione al centro dell'isola) con il ricchissimo Cipango, ovvero il Giappone, alla ricerca del quale si mise subito in viaggio superando Capo d'Haiti. Verso la mezzanotte del 25 dicembre, a poca distanza dalla costa, la Santa Maria andò in secco di prua arenandosi sopra un banco corallino. L'Ammiraglio, svegliatosi, ordinò di tonneggiare gettando l'ancora verso poppa per poi trainarla da un argano allo scopo di far retrocedere la nave. Venne quindi gettata in mare una lancia su cui salì anche Juan de la Cosa che, inaspettatamente, decise di dirigersi verso la Niña. La Santa Maria rimase in condizioni precarie e venne abbandonata; a nulla servirono gli ultimi sforzi dei marinai.
L'Ammiraglio, rimasto con una sola caravella, dovette abbandonare parte della ciurma (39 persone in tutto) con la promessa che sarebbe tornato a riprenderli durante il secondo viaggio transoceanico. Fece quindi costruire un forte – La Navidad – a poca distanza dal luogo dell'incidente. Successivamente gli indigeni dissero di aver avvistato "un'altra casa sull'acqua" (la Pinta) ma a nulla servì il messaggio che Colombo cercò di inviargli. Il 4 gennaio si tentò ancora di entrare in contatto mentre il 5 la flotta si riunì nelle vicinanze di Monte Christi. Seguirono l'incontro e le giustificazioni di Martín Alonso Pinzón.
Il capitano della Pinta affermò di essersi recato senza successo a Babeque e di aver fatto scambi proficui con Caonabò, un potente cacicco indio. Colombo non gli credette ma lo perdonò in quanto gli era impossibile intraprendere il viaggio di ritorno con una sola imbarcazione. Prima del rientro decisero di trarre in secco le due navi a Capo Samanà per un lavoro di restauro. Il 13 gennaio furono attaccati da una tribù ostile, che Colombo credette fossero i temibili Canibi. Negli scontri si ebbero soltanto alcuni feriti ma Colombo decise comunque di partire prima possibile all'alba del 16 gennaio 1493.

Consapevole che per il viaggio di ritorno la flotta avrebbe dovuto muovere a settentrione per uscire dal regime degli alisei, Colombo risalì fino al 35º parallelo, quasi in linea col parallelo di Capo San Vincenzo in Portogallo. Quindi, il 23 gennaio, puntò la prua a levante. Il navigatore non poteva sapere che in inverno, a tali latitudini, l'oceano Atlantico è sconvolto da violentissime tempeste come quella in cui s'imbatté il 13 febbraio. L'uragano durò circa due giorni, ridusse allo stremo la resistenza delle piccole caravelle e le separò senza alcuna possibilità di manovra. Colombo, temendo il peggio, gettò in acqua un barile che conteneva i documenti e i resoconti dell'impresa (il barile non venne mai ritrovato). Placatasi finalmente la burrasca, Colombo approdò fortunosamente alle isole Azzorre, sull'isola di Santa Maria. Da qui, le malconce Niña e Pinta ripartirono il 24 febbraio arrivando otto giorni dopo a Restelo, nei pressi di Lisbona. Rui de Pina, umanista portoghese alla corte di Giovanni II, scrisse del suo arrivo in Portogallo: 
Nonostante l'inimicizia dei portoghesi, Colombo venne cortesemente ricevuto da re Giovanni II a Vale do Paraíso, vicino Azambuja, mettendo a sua disposizione il porto di Lisbona per il restauro della caravella. Martín Alonso Pinzón, intanto, era riuscito a giungere a Baiona nell'attuale Galizia ai primi di marzo (rientrando quindi nella Penisola Iberica prima di Colombo); fece poi vela per Palos arrivandovi poche ore dopo la Niña, già sofferente di una misteriosa malattia che in breve tempo lo condusse alla morte (probabilmente la sifilide).
Colombo aveva portato con sé un po' di oro, tabacco e alcuni pappagalli da offrire ai sovrani quali segni tangibili delle potenzialità delle "isole dell'India oltre il Gange". Condusse anche dieci indiani Taino. Furono giorni di festa nelle città di Siviglia, Cordova e Barcellona, dove l'Ammiraglio giunse il 20 aprile accolto dai sovrani con onori trionfali. Il ricevimento continuò nella cappella di Sant'Anna per celebrare il Te Deum consumando poi un pranzo con il rito della "salva", solitamente riservata alla stirpe di sangue reale. I sovrani lo sollecitarono infine a intraprendere una seconda spedizione.

### Secondo viaggio, 1493-1496: le Antille

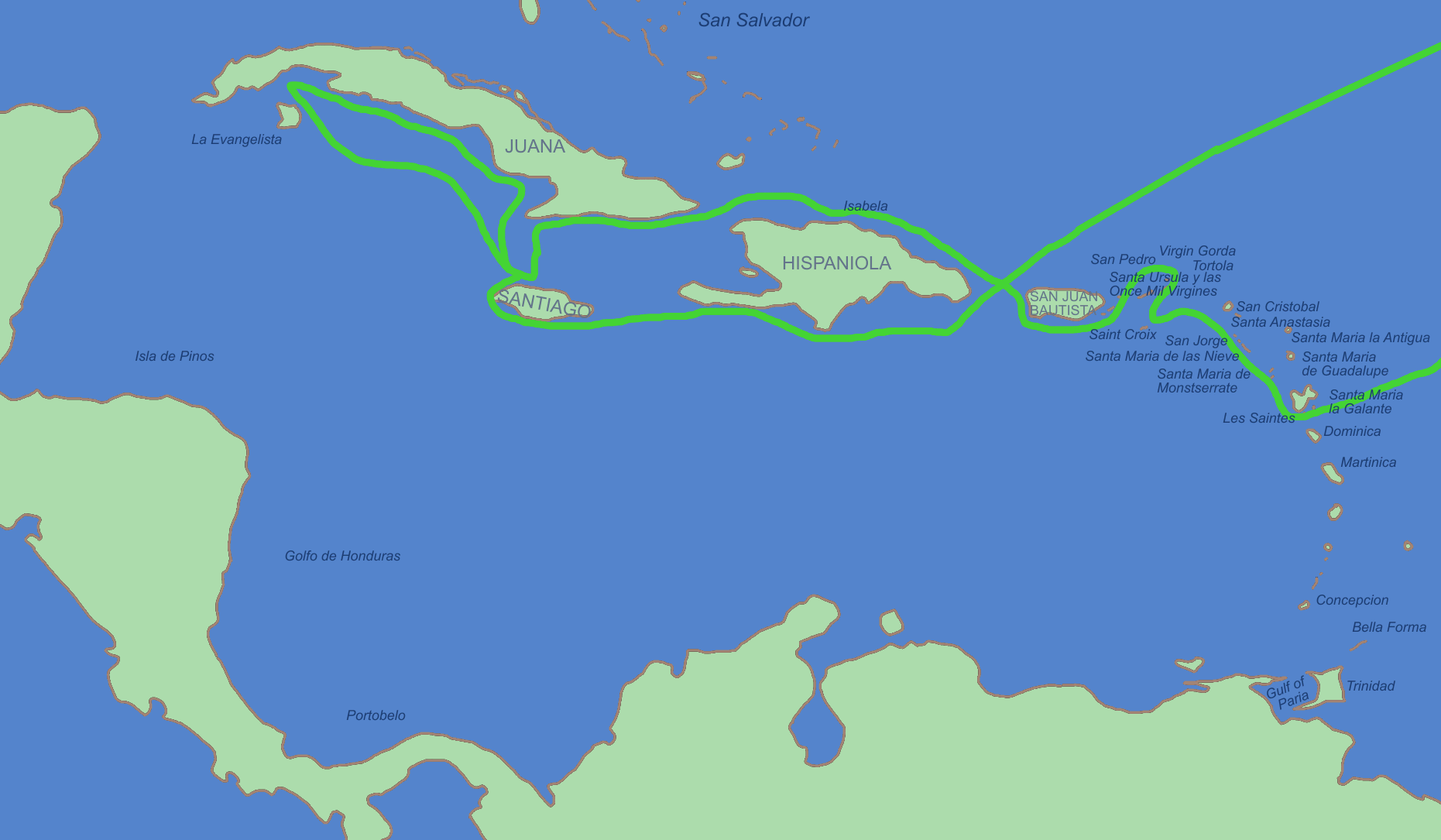
Secondo viaggio

L'ammiraglio Colombo salpò per il suo secondo viaggio da Cadice il 25 settembre 1493 con 17 navi, fra cui la Niña ora denominata Santa Clara, e un equipaggio di circa 1200 uomini, tra i quali vi erano il figlio Diego, il fratello Giacomo, il padre di Las Casas e il monaco Bernardo Buil. I documenti relativi al viaggio provengono dalle cronache di Diego Alvarez Chanca e di Michele da Cuneo, poiché il diario di bordo andò perduto. Colombo salì al comando della nuova nave ammiraglia: Santa Maria, denominata in seguito Mariagalante. Il 3 novembre la flotta raggiunse Dominica e veleggiò tra le piccole e le grandi Antille. Il 19 arrivarono a Porto Rico e il 22 dello stesso mese Colombo tornò a Hispaniola, dove scoprì che gli uomini dell'equipaggio che aveva lasciato erano stati uccisi e la fortezza rasa al suolo.
Fondò un nuovo avamposto, "La Isabela", sorta sulle rive del rio Bahonito nei primi giorni dell'anno 1494. Le condizioni del luogo e il cibo indigesto fecero ammalare centinaia di uomini entro la fine del mese. L'ammiraglio preoccupato fece partire Antonio de Torres con dodici navi verso l'Europa, cariche di pochissimo oro. Colombo trascorse alcuni mesi nell'esplorazione dell'entroterra alla ricerca di oro e creò un nuovo forte, San Tomás. Il 24 aprile 1494 lasciò l'isola e il 30 aprile giunse a Cuba. Il 12 giugno 1494 si trovò di fronte all'isola di San Giovanni Evangelista a 100 miglia dalla fine dell'isola. Colombo fece firmare a ognuno dei membri delle caravelle un giuramento con il quale si affermava che si era giunti nelle Indie, nel continente.
Colombo cadde malato quando tornò a La Isabela il 29 settembre; intanto era giunto con tre caravelle suo fratello Bartolomeo, giusto in tempo per essere nominato dal fratello, incapace al momento, adelantado (titolo castigliano di nomina regia che nello specifico coniugava i poteri di governatore con quelli di giudice, ma per una regione ancora da conquistare, quindi i poteri venivano conferiti in anticipo, en adelante in spagnolo) della colonia, ovvero delegò ogni potere a lui. Gli spagnoli non furono contenti di tale gesto: lo stesso Margarit con padre Buil al seguito decise di ammutinarsi e prendere le tre caravelle di Bartolomeo per tornarsene in Europa; molti li seguirono. Cominciarono delle battaglie contro gli indigeni, che videro al termine la vittoria spagnola.
Giunse Juan Aguardo inviato dai reali ispanici nell'ottobre del 1495, maggiordomo di corte, il cui compito era quello di osservare, informarsi registrando le testimonianze dei coloni e riferire. Colombo decise quindi di ritornare in Europa ma prima della partenza un violento uragano si abbatté su La Isabela, distruggendo tutte le caravelle tranne la Niña, insufficiente per tornare con tutti gli uomini rimasti. Fece quindi costruire un'altra caravella, pronta nel marzo del 1496, e a quella imbarcazione venne dato il nome di India. Duecento uomini salirono su quelle navi a cui si aggiunsero trenta schiavi fra cui Caonabò, catturato in precedenza, che morì durante il viaggio. Partirono il 10 marzo 1496 e l'11 giugno giunsero a Cadice.

### Terzo viaggio, 1498-1500: Venezuela e ritorno a Hispaniola

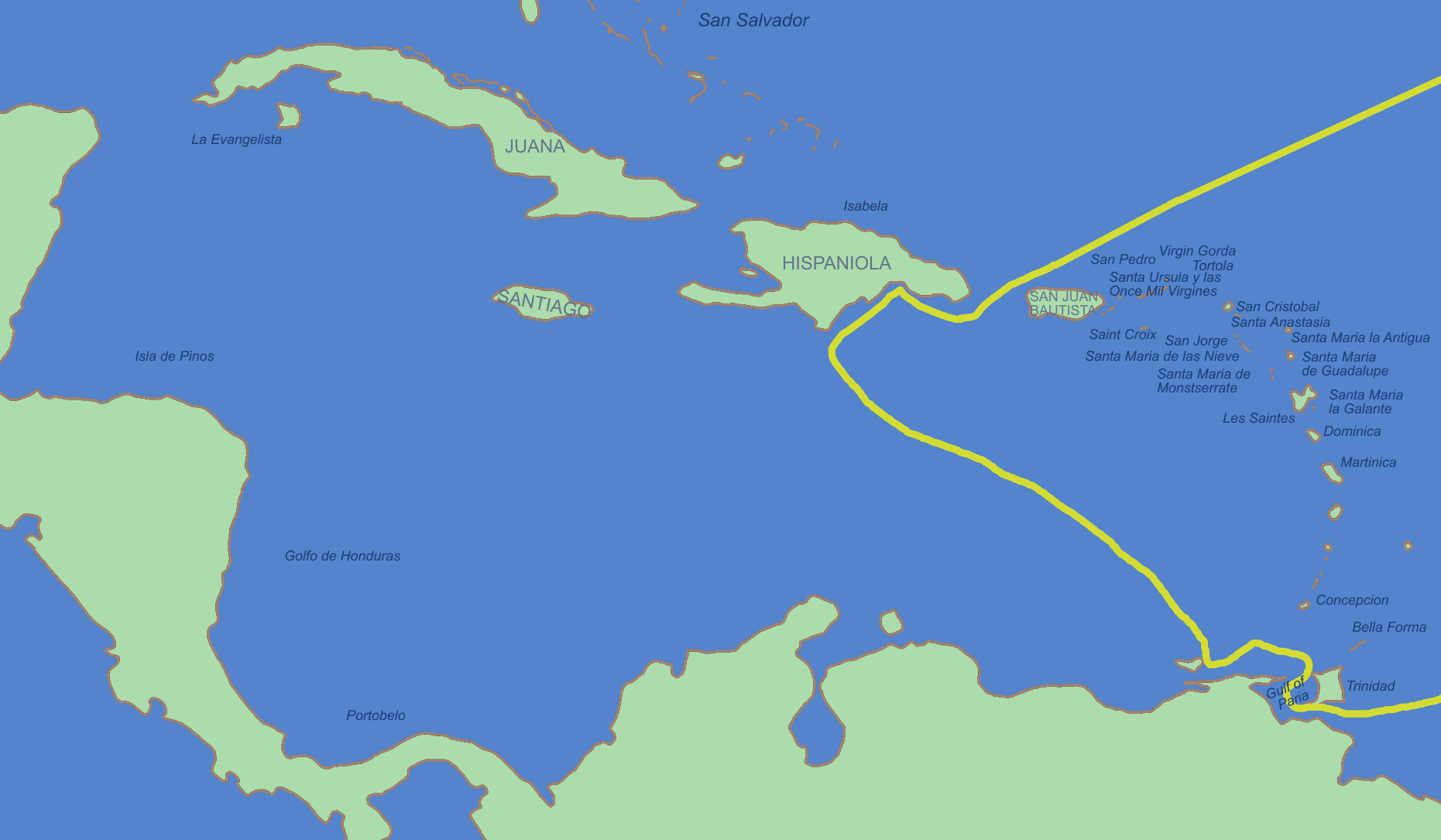
Terzo viaggio

Dopo due anni trascorsi in Castiglia, incontrò a Burgos i re ispanici e li convinse della necessità di una nuova spedizione. I sovrani stanziarono la somma necessaria per il viaggio e Colombo riuscì così ad armare sei navi, con un equipaggio di circa 300 marinai. La flotta, partita il 30 maggio 1498, diresse verso La Gomera dove le sei navi si divisero: tre proseguirono con Colombo, mentre le restanti proseguirono per le rotte ormai consolidate, verso Dominica. L'ammiraglio puntò con la flotta ridotta verso le isole di Capo Verde, da dove raggiunse poi Trinidad il 31 luglio. Nell'agosto di quello stesso 1498 Colombo esplorò il Golfo di Paria e le coste orientali dell'attuale Venezuela, addentrandosi nel delta dell'Orinoco. Convinto di essere di fronte a piccole isole piuttosto che a un continente, decise di non sbarcare, inviando solamente dei marinai che incontrarono terre ricche di perle.
La flottiglia giunse a Hispaniola l'11 agosto 1498. Colombo cercò la nuova città fondata dal fratello Bartolomeo, Santo Domingo, dove arrivò alla fine del mese; lì fu raggiunto anche dal figlio Diego. Dopo che nella città scoppiò, nel 1499, una rivolta capeggiata da Francisco Roldán (l'alcalde di Isabella) i sovrani ispanici, avvertiti dai reduci dei disordini sull'isola e leggendo delle strane pretese avanzate da Colombo nella sua missiva, nell'estate del 1500 inviarono il militare inquisitore Francisco de Bobadilla, per far luce sull'accaduto. Al suo arrivo, furono placate le rivolte di Roldàn e del suo secondo, Adrian de Muxica, quest'ultimo condannato a morte. Bobadilla accusò quindi i Colombo di cattiva gestione delle colonie e dei relativi disordini causati, arrivando addirittura ad arrestare prima Diego, poi Bartolomeo, quindi lo stesso Cristoforo. Ad ottobre, i tre Colombo ritornarono quindi in Spagna in catene, a bordo della caravella Gorda, giungendo già a fine mese presso Cadice; qui, Cristoforo, ancora incatenato come sua richiesta, consegnò a un suo uomo di fiducia una missiva da recapitare a Donna Juana, sorella di Antonio de Torres, confidente della regina. Isabella lo fece liberare, tuttavia dovette rinunciare al titolo di viceré delle nuove terre.

### Quarto viaggio, 1502-1504

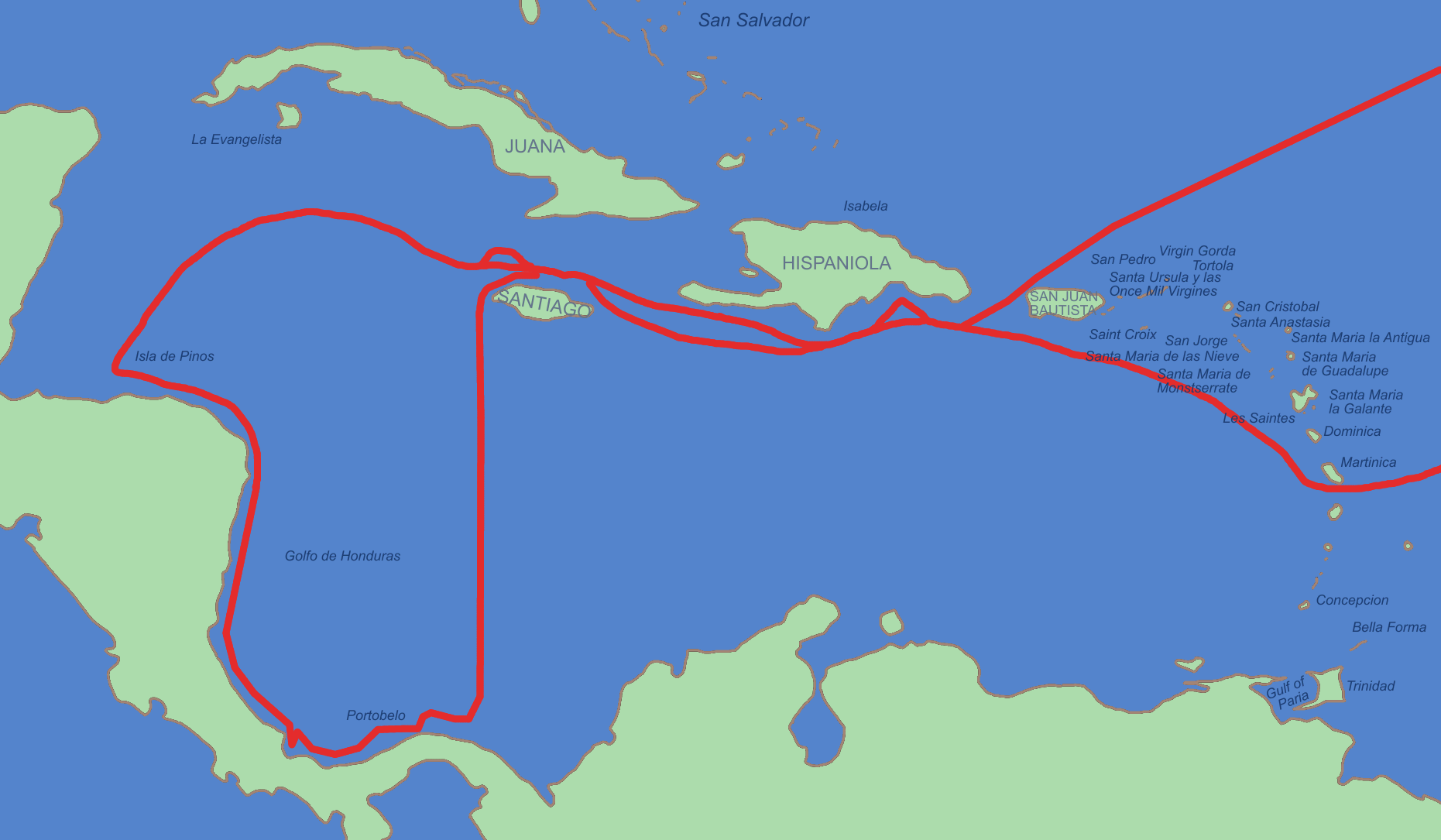
Quarto viaggio

Dopo l'incontro con i reali avvenuto nel dicembre del 1500 a Granada, il 3 settembre 1501 i reali tolsero la carica di viceré a Colombo e proclamarono governatore e giudice supremo delle isole e della terraferma delle Indie Nicolás de Ovando. L'ammiraglio organizzò un altro viaggio e su insistenti richieste il 14 marzo 1502 i reali accettarono la proposta, ma in cambio non avrebbe portato altri schiavi e non avrebbe dovuto fare scalo a Hispaniola, almeno all'andata; intanto Ovando partì con 32 navi e 2 500 uomini diretti verso Hispaniola. Colombo partì accompagnato dal fratello Bartolomeo e dal figlio tredicenne Fernando.
Le quattro navi concesse fra cui la Santiago, la Gallega, pilotata da Pedro de Terreros, e la Vizcaina, comandata da Bartolomeo Fieschi, salparono da Cadice il 9 maggio 1502. Il pilota era Juan Sánchez Romero, posto sotto gli ordini del comandante Diego Tristan: Colombo era invecchiato tanto da non poter prenderne il comando. Dopo lo scalo a Gran Canaria, si riprese la traversata che finì, 20 giorni dopo, a Martinica. Dopo una sosta di qualche giorno si rivolse verso Hispaniola, città che gli era stato vietato raggiungere. Colombo aveva previsto il sopraggiungere di un uragano, così chiese rifugio per le imbarcazioni a Ovando che rifiutò. L'ammiraglio trovò un altro luogo dove ripararsi ma venti navi partite per il ritorno in Spagna su cui vi erano imbarcati de Torres, Francisco de Bobadilla e Francisco Roldán, vennero distrutte e non ci furono sopravvissuti al disastro, mentre le navi di Colombo si salvarono. Ripartì verso l'America centrale continentale con l'intenzione di trovare un passaggio per le Indie.
Tra il luglio e l'ottobre di quell'anno Colombo costeggiò l'Honduras, il Nicaragua e la Costa Rica. Fra piogge continue, in 28 giorni viaggiarono per 170 miglia. Il 5 ottobre giunse in quello che gli indigeni chiamavano Ciguara, luogo che secoli dopo divenne il canale di Panamá, raggiungendo la città di Panama, il 16 ottobre. Saputo di Veragua, una regione ricca d'oro, pensò allo sfruttamento della zona, talmente impervia però da abbandonare il progetto. Gli indigeni locali ostili, armati con mazze in durissimo legno di palma, in uno scontro uccisero Diego Tristan e alcuni marinai che erano andati con lui in perlustrazione e ne ferirono molti altri, fra cui lo stesso Bartolomeo. Colombo, malato da tempo, decise di abbandonare tutto, Gallega compresa, grazie all'aiuto di Diego Mendez, promosso poi al posto del defunto Tristan; le perdite furono limitate.
Il 16 aprile 1503 Colombo lasciò quei luoghi, ripartendo per Hispaniola, scoprì le Isole Cayman e le battezzò Las Tortugas per le numerose tartarughe marine che vi erano presenti, ma durante la navigazione gli scafi risultavano infestati da dei parassiti, le teredini, comuni nelle acque caraibiche che indebolirono la struttura delle tre navi rimaste. La prima a cedere fu la Vizcaina che venne abbandonata in un'insenatura. Il 25 giugno giunsero nella baia di Santa Gloria. Gli equipaggi furono costretti a sbarcare sulla costa settentrionale della Giamaica. Le navi infatti avevano imbarcato troppa acqua e la spedizione era giunta in Giamaica svuotandole con le pompe e i secchi di bordo. Poco dopo l'arrivo trascinarono le navi in riva e le puntellarono per creare un riparo e una difesa contro gli indigeni. Si trovavano vicini a un villaggio, Maima.

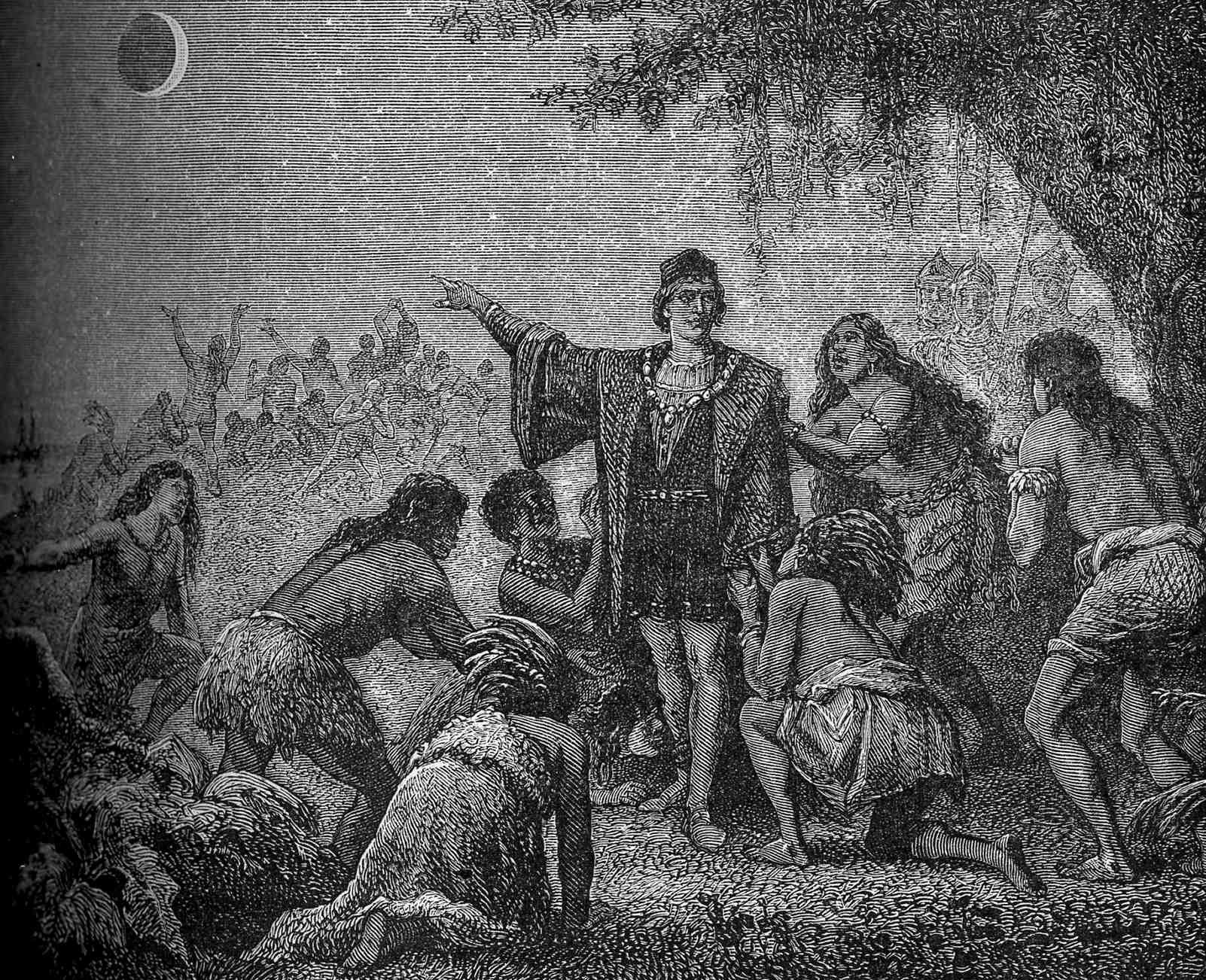
Colombo e l'eclissi lunare

Colombo vietò a chiunque di scendere dalle navi e inviò Diego Mendez con tre uomini al seguito ottenendo permessi per la caccia e la pesca. Si pensò al ritorno e l'ammiraglio ebbe l'idea di creare una canoa permettendo ad un uomo di giungere a Hispaniola: l'incarico fu affidato a Mendez. Alla fine le canoe furono due e l'esempio di Mendez fu seguito da Bartolomeo Fieschi; con loro salirono diversi indigeni, di cui uno morì per la sete venendo poi gettato a mare. Dopo tre giorni di navigazione giunsero a Navassa e a settembre furono a Santo Domingo. Durante le lunghe trattative Francisco Porras e Diego Porras, seguiti da 48 uomini si ribellarono a Colombo, vollero tentare l'attraversata in canoa come i due tempo addietro ma non ebbero fortuna e tornarono arrendendosi. Gli indigeni stavano per ribellarsi ma Colombo riuscì poco dopo a prevedere un'eclissi lunare del 29 febbraio e mandò quindi a chiamare gli indigeni sostenendo che il suo Dio era in collera con loro e avrebbe oscurato il cielo. La sera la luna divenne rossa e il giorno dopo gli indigeni spaventati ripresero a fornire cibo ai superstiti. Nel mese di giugno 1504 giunse Diego de Salcedo con una nave da lui pagata con al seguito una piccola imbarcazione. I soccorritori erano giunti. Il 28 giugno ripartirono per Hispaniola, il 12 settembre alla volta della Spagna, pagando di tasca propria il viaggio di rientro. Arrivò in Spagna il 7 novembre.

## Gli ultimi anni
A seguito del suo primo viaggio, Colombo fu designato Viceré e Governatore delle Indie, titolo che gli rese possibile l'amministrazione delle colonie nell'isola di Hispaniola con capitale in Santo Domingo. Già al termine del suo terzo viaggio, alla Corte spagnola erano giunte accuse di tirannia e di incompetenza nei riguardi di Colombo, cui la regina Isabella e il re Ferdinando risposero rimuovendo Colombo dalla sua carica, destituendolo dei propri poteri e rimpiazzandolo con Francisco de Bobadilla, un membro dell'Ordine di Calatrava. Bobadilla, che ricoprì la carica di governatore dal 1500 fino al 1502, anno in cui morì a causa di una tempesta, venne incaricato di investigare la veridicità delle accuse, che ponevano al centro il problematico comportamento brutale di Colombo.
Arrivato a Santo Domingo nel mentre in cui Colombo era assente perché impegnato in certe esplorazioni del suo terzo viaggio, Bobadilla venne immediatamente messo al corrente delle lamentele contro i tre fratelli Colombo: Cristoforo, Bartolomeo e Diego. Bobadilla registrò come regolarmente Colombo fece ricorso alla tortura e alla mutilazione come metodi per governare Hispaniola. Il resoconto di Bobadilla risultò quindi un vero e proprio registro di 48 pagine sui problemi che il comportamento dei Colombo causò nell'isola. Il resoconto è stato rinvenuto nel 2006 nell'Archivio Nazionale di Spagna, presso la città di Simancas. Esso contiene le testimonianze di 23 persone, tra amici e oppositori di Colombo, in particolare incentrate sul trattamento dei coloni durante i sette anni di regno.
Stando al resoconto di Bobadilla, in un'occasione Colombo punì un uomo colpevole di furto facendogli tagliare orecchie e naso e quindi vendendolo come schiavo. Altri testimoni, sempre registrati nell'istruttoria di Bobadilla, dichiarano che Colombo si congratulò con il fratello Bartolomeo per aver "difeso la famiglia" allorché quest'ultimo costrinse una donna a sfilare nuda per le strade prima di reciderle la lingua, come punizione per aver sostenuto che Colombo fosse di umili origini. Il documento di Bobadilla descrive inoltre come Colombo sterminò una buona quantità di nativi dell'isola: prima diede luogo a una severa repressione in cui molti nativi rimasero uccisi, in seguito fece sfilare per le strade i loro corpi smembrati con l'intento di scoraggiare eventuali ribellioni.
Nel suo studio sul resoconto di Bobadilla, la storica Consuelo Varela sottolinea gli aspetti severi del governo di Colombo, non dissimili da quelli di un tiranno, che portarono anche alcuni sostenitori ed amici a riconoscere le atrocità da lui compiute.
A seguito delle accuse mosse contro di loro, Colombo e i fratelli furono arrestati e imprigionati durante il loro ritorno in Spagna dal terzo viaggio; vennero poi rilasciati per ordine di re Ferdinando. Non molto dopo, il re e la regina convocarono i fratelli al palazzo di Alhambra, a Granada. Lì, i reali prestarono udienza alle difese da loro avanzate, ripristinarono il loro stato di libertà e le loro ricchezze e, dopo una determinata operazione di persuasione, accordarono a Colombo il quarto viaggio. Ciò nonostante, vietarono a Colombo qualsiasi potere di governo e di imposizione sulla popolazione. Il titolo di governatore delle Indie Occidentali venne infatti accordato a Nicolás de Ovando y Cáceres.

Ancor prima della scoperta del resoconto di Bobadilla, avvenuta nel 2006, lo storico statunitense David E. Stannard, nel suo saggio Olocausto americano chiarì alcuni punti circa la condotta di Colombo, sottolineando i fattori culturali e quelli personali nonché psicologici che lo pongono al medesimo livello dei conquistadores spagnoli che lo seguirono, giungendo a stabilire sistemi di sfruttamento dei nativi e delle risorse naturali delle terre scoperte. Scrisse Stannard: 
(David E. Stannard, Olocausto americano)
Chi si oppone alla sovrapposizione netta tra l'operato di Colombo e quello dei successivi conquistatori spagnoli delle Americhe sottolinea come il vero e proprio genocidio dei popoli amerindi non fu dettato esclusivamente dalle brutalità e dallo sfruttamento ad opera dei colonizzatori ma il contesto di un contatto che portò con sé virus e altre malattie che decimarono la popolazione delle Americhe.

## La morte a Valladolid

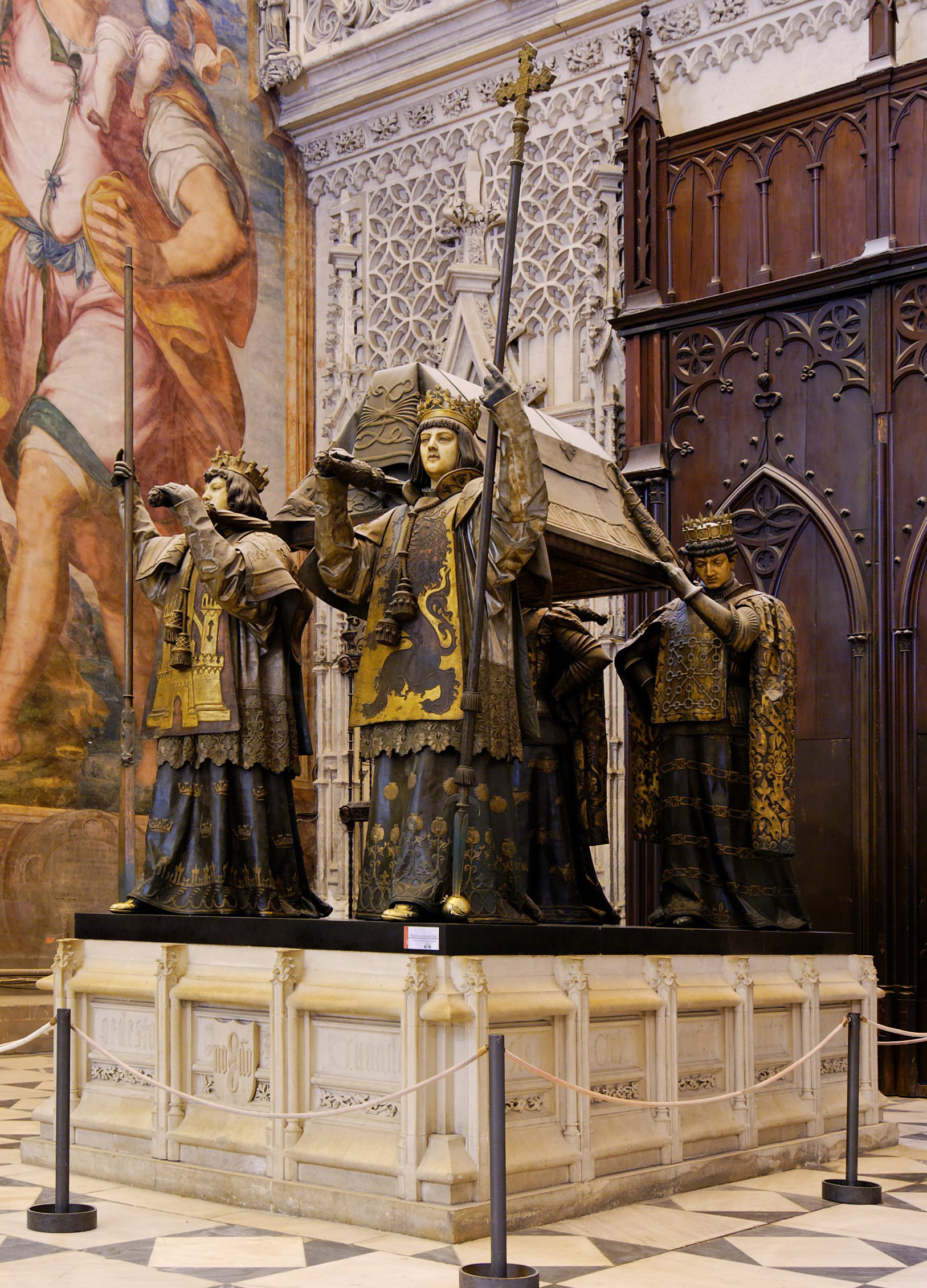
La tomba di Colombo nella cattedrale di Siviglia

Alla fine del 1504 decise di non lasciare più il Regno di Castiglia, anche se in un ambiente a lui ostile. Risiedeva a Siviglia mentre i reali a Segovia. Inviava lettere al figlio, Diego, divenuto cortigiano di corte chiedendo incontri con i reali che non ebbero mai luogo. La regina Isabella, sua protettrice, malata da tempo, nel frattempo era morta, mentre il Re e la corte non compresero l'importanza delle sue scoperte, né accettarono il suo "Memorial des Agravios", un lungo memoriale sui torti ricevuti.
Il figlio riuscì a far ottenere al padre un incontro con re Ferdinando, e per le sue rivendicazioni fu decisa la creazione di un ruolo apposito, di un arbitro, ricadendo su padre Deza tale compito che svolse con dedizione, ma i risultati non furono dei migliori per Colombo. Gli offrirono Carrión de los Condes in cambio di tutte le sue rivendicazioni ma egli rifiutò, giungendo in seguito a Valladolid, morendo il 20 maggio 1506 all'età di 54 anni, alla vigilia dell'Ascensione, a causa di un attacco di cuore dovuto alla sindrome di Reiter, come ipotizzato dallo studioso Antonio Rodriguez Cuartero dell'Università di Granada e dichiarato in una pubblicazione del febbraio 2007. I sintomi di tale malattia sono stati ritrovati nei diari di Colombo e negli scritti dei suoi contemporanei: dolore durante la minzione, rigonfiamento e indebolimento delle ginocchia e congiuntivite, diventati evidenti negli ultimi tre anni di vita.

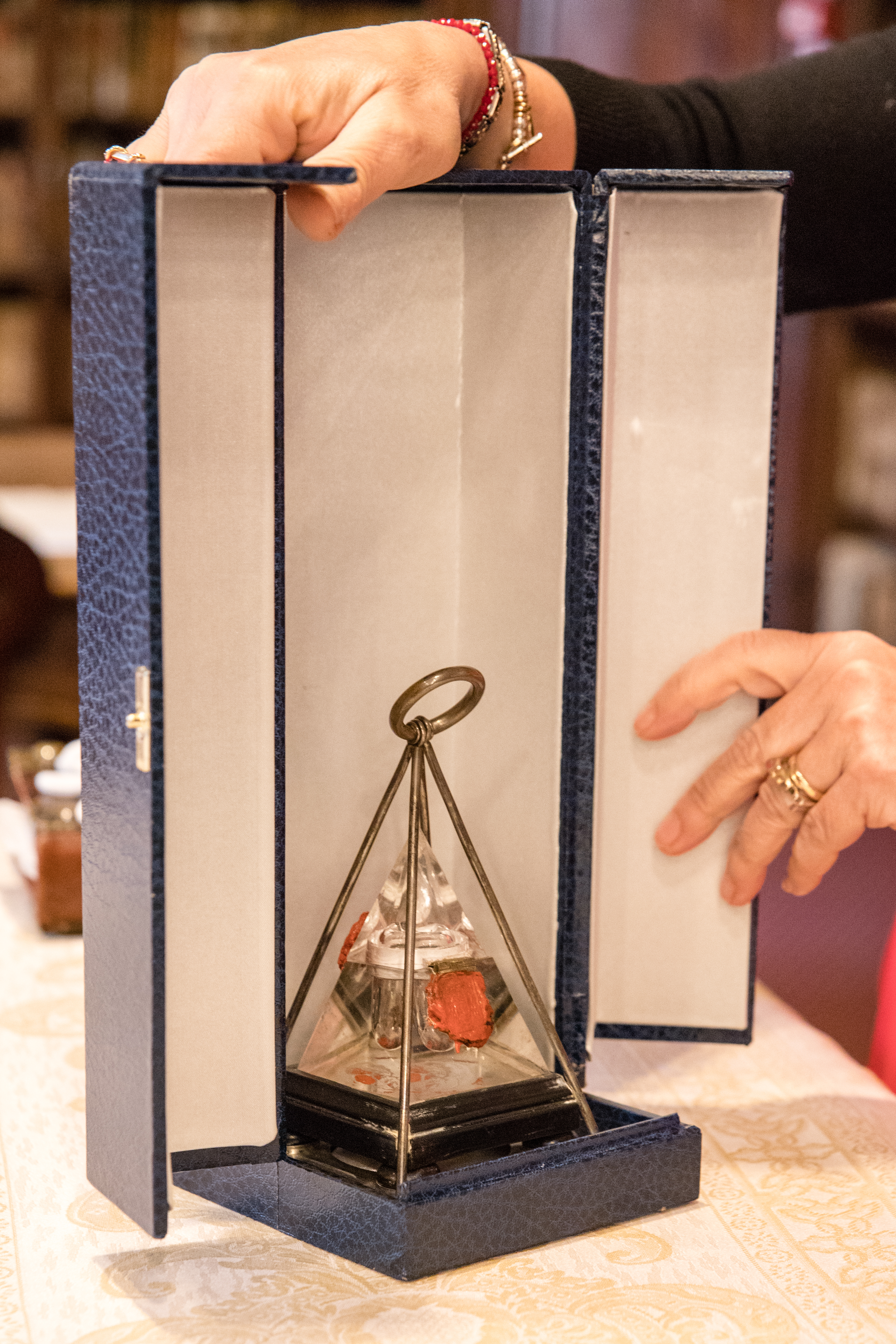
Teca contenente alcune ossa di Cristoforo Colombo nella Biblioteca universitaria di Pavia

Il funerale probabilmente avvenne nella chiesa di Santa Maria de la Antigua; il corpo fu inizialmente sepolto nel chiostro di San Francesco, quindi fu inumato nel 1518 nella cripta di un monastero a La Cartuja di Siviglia, dove venne poi sepolto anche il figlio Diego. Nel 1537, autorizzata da Carlo V, la vedova di Diego dette seguito alla richiesta testamentaria del marito di trasferire le spoglie dei Colombo (Cristoforo, la moglie e i fratelli Bartolomeo e Giacomo) a Hispaniola, nella cattedrale di Santo Domingo; le spoglie furono messe nella tomba della famiglia costruita da Luis Colombo, figlio di Diego, nel coro della cattedrale. Santo Domingo venne occupata da Francis Drake e saccheggiata, inclusa la cattedrale e non è da escludere che i resti di Cristoforo siano stati portati in Inghilterra dal corsaro assieme ai corredi sepolcrali, avendo avuto l'incarico da Elisabetta I di prendere i simboli del dominio spagnolo nelle Americhe. Tempo dopo, l'arcivescovo Francisco Pio sostenne di aver nascosto le spoglie dell'esploratore prima dell'occupazione della città da parte di William Penn, ma non si sa se parlasse delle spoglie di Cristoforo o dei due nipoti Cristobal Colombo II e Luis Colombo. Nella seconda metà del XVIII secolo venne scoperta in una nicchia della cattedrale una cassetta di piombo con dei resti umani; essendo l'isola stata ceduta ai francesi nel 1795, questa venne spostata nella cattedrale dell'Avana e poi, nel 1898 in seguito alla vittoria degli Stati Uniti nella guerra ispano-americana, di nuovo a Siviglia in un elaborato catafalco. Nella biblioteca Universitaria di Pavia si conservano, in una teca, alcune piccole ossa di Cristoforo Colombo donate dal nunzio apostolico a Cuba nel 1880.

## La disputa sulla "vera" tomba
Nel 1877, durante i lavori di restauro della cattedrale di Santo Domingo, venne scoperta da parte del cappuccino italiano Rocco de Cesinali una cassa di piombo contenente 13 frammenti d'osso grandi e 28 piccoli; su di essa c'era una scritta recitante: «Uomo celebre ed eletto - Don Cristoval Colon - Scopritore dell'America - Primo Ammiraglio». Le spoglie riposano al faro di Colombo, voluto dal governo dominicano (convinto che nel 1795 si siano riportate per sbaglio in Spagna le ossa del figlio Diego) a perenne memoria dello scopritore del continente americano. Nonostante ciò, oggi è considerato un falso. In occasione del giubileo del 1892, in previsione di una possibile canonizzazione, l'università di Pavia e Vincenzo Gioacchino Raffaele Luigi dichiararono di possedere già alcune ossa di Colombo, così come il governo spagnolo: le spoglie all'Avana vennero spostate nella cattedrale di Siviglia, ove era già seppellito Fernando Colombo.
Nel giugno del 2002 i professori spagnoli Marcial Castro e Sergio Algarrada hanno cercato di risolvere il problema del luogo di sepoltura di Colombo, reclamato per l'appunto dalla cattedrale di Santo Domingo e da quella di Siviglia. L'intento dei due studiosi era di estrarre, con l'aiuto dell'Università di Granada, del DNA dai resti umani di entrambe le cattedrali e quindi compararlo con il DNA del secondogenito Fernando (figlio naturale avuto dall'unione con Beatriz Enriquez de Arana), la cui identità è certa. Se le autorità andaluse (comunità autonoma dove si trova Siviglia) hanno formalmente chiesto autorizzazione alla cattedrale di Siviglia per riesumare i resti del presunto Colombo, altrettanto non hanno fatto le autorità della Repubblica Dominicana. L'Università di Granada, nel giugno 2003, ha comunque proceduto al prelievo del DNA dalle ossa di Siviglia e a un'osservazione delle stesse.

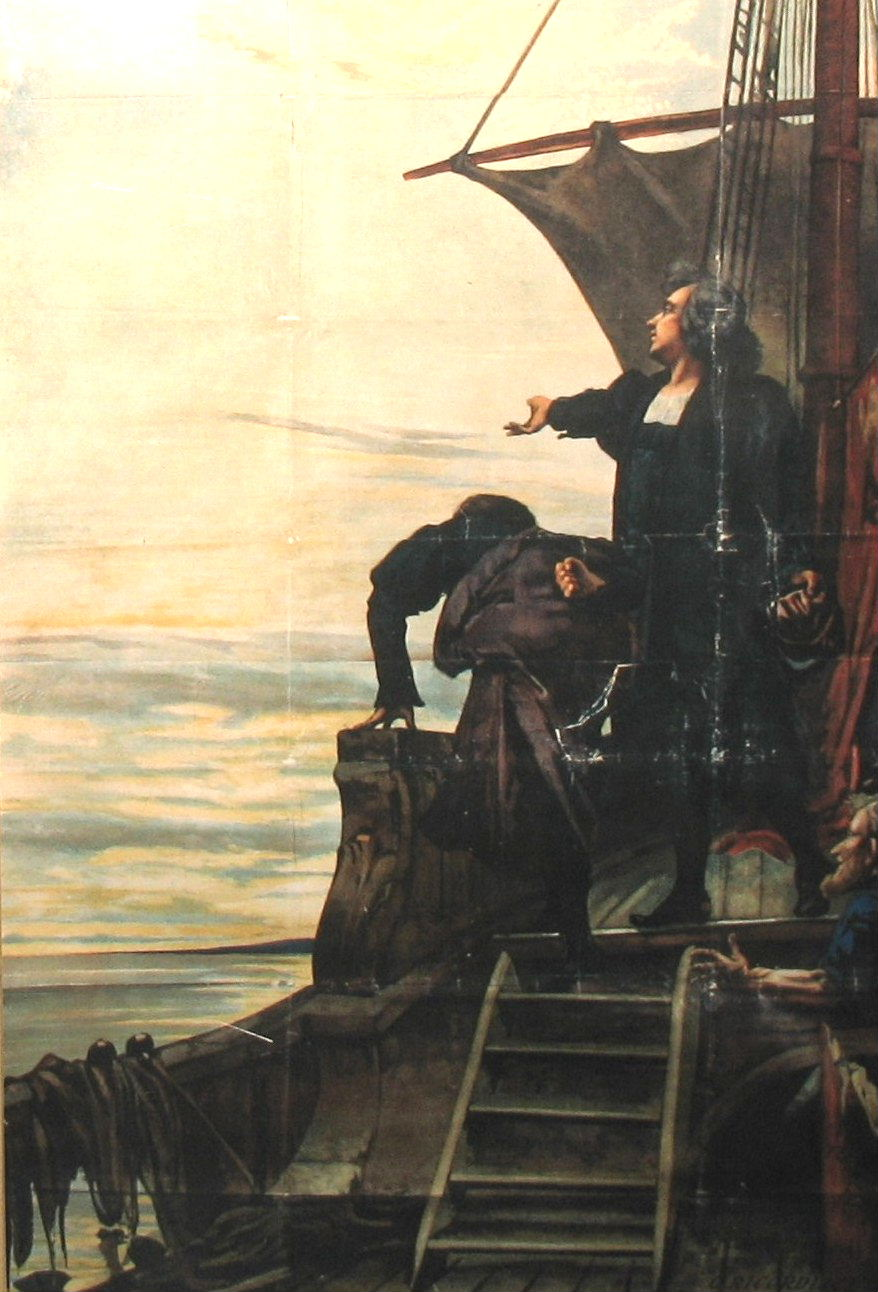
Cristoforo Colombo sulla tolda della nave indica la via per il Nuovo mondo. Particolare di un manifesto illustrativo per l'esposizione italo-americana del 1892, tenuta in occasione del quattrocentenario della scoperta dell'America

Proprio in questa fase parve che le ossa non coincidessero con quelle di una persona dalle caratteristiche fisiche, o con l'età al momento della morte, di Cristoforo, ma il DNA isolato (in realtà un piccolo frammento di mtDNA) ha evidenziato una corrispondenza con quello del fratello Giacomo, prova che entrambi ebbero la stessa madre. Questa prova, unita ad analisi antropologiche e storiche, ha rafforzato nei ricercatori l'idea che la vera tomba di Cristoforo Colombo sia quella posizionata nella cattedrale di Siviglia. Visto che non è stato possibile esaminare i frammenti umani di Santo Domingo, non è noto se anch'essi appartengano a Cristoforo Colombo.

## Errore di calcolo
L'impresa navale di Colombo, motivata dal desiderio di raggiungere le Indie e commerciarvi direttamente e più velocemente, fu resa possibile dalla determinazione del viaggiatore genovese ma paradossalmente anche – come avviene nel caso di molte scoperte – da un suo errore. Egli sosteneva che la Terra avesse un diametro più piccolo di quello effettivo. A quell'epoca, in effetti, nessuna nave sarebbe stata in grado di compiere gli oltre 20000 km che separano la Spagna dal Giappone, se non altro perché non esisteva nave capace di stoccare a bordo un quantitativo di provviste sufficienti al compimento del viaggio, che avrebbe richiesto – in condizioni ottimali – più di quattro mesi. I calcoli di Colombo erano sbagliati, mentre quelli dei suoi avversari erano sostanzialmente corretti: Colombo stimava in appena 4400 km la distanza dalle isole Canarie alla costa asiatica, un valore cinque volte più piccolo di quello reale.
La grande fortuna di Colombo fu che il suo viaggio venne molto ridotto, perché sulla strada per le Indie trovò le Americhe, altrimenti la sua spedizione sarebbe sicuramente perita in mezzo all'oceano, o sarebbe tornata indietro. La forte opposizione che Colombo incontrò derivava dal fatto che la traversata oceanica era considerata troppo lunga per essere fattibile e non già dalla credenza che la Terra fosse piatta. La consapevolezza della sfericità della Terra era opinione comune già della gente colta del basso Medioevo (per tutti, si possono citare Tommaso d'Aquino e Dante Alighieri). Già dall'antichità, le osservazioni prodotte in ambiente astronomico-matematico ellenistico (dove la circonferenza della Terra era stata accuratamente misurata da Eratostene) erano state riprese e perfezionate dagli scienziati musulmani, che avevano tradotto e studiato quei testi, e dagli studiosi occidentali.
Oltretutto, all'epoca in cui Colombo effettuò i suoi calcoli per il compimento del primo viaggio, il procedimento di Eratostene (che fornisce una stima della misura della circonferenza terrestre con un margine di errore minore del 5%) era disponibile e avrebbe potuto essere ripetuto. Colombo stesso non si rese conto di essere su un continente diverso da quello che si aspettava: in seguito, come annotò sui suoi diari, battezzò le terre scoperte nuevo mundo e nel terzo viaggio dubitò di essere giunto in un nuovo continente. La leggenda che la Terra fosse considerata piatta deriva da un romanzo del 1828, La vita e i viaggi di Cristoforo Colombo di Washington Irving, che, in odio alla Chiesa cattolica, descriveva la falsa immagine di un Colombo unico sostenitore della teoria di una Terra rotonda contro la pretesa ignoranza medioevale imposta dal cattolicesimo. In realtà, come si è scritto in precedenza, l'appoggio ecclesiastico a Colombo fu determinante nel vincere proprio le resistenze dei suoi avversari all'organizzazione e al finanziamento del primo viaggio.

## Colombo e l'apocalittica medievale
(Cristoforo Colombo, Libro delle profezie, 67)
I primi esploratori del Nuovo Mondo portarono con sé, in quella che sarebbe poi stata chiamata "America", un vasto bagaglio di convinzioni, attese, pronostici, che appartenevano al patrimonio delle attese apocalittiche ed escatologiche del Basso Medioevo. In questa trasmissione, Cristoforo Colombo giocò un ruolo importantissimo. Uomo caratterizzato da una grande devozione personale, Colombo era certo di ricoprire un ruolo importante nel futuro provvidenziale dei regni ispanici. In questa visione apocalittica, i suoi viaggi erano il penultimo episodio, prima della riconquista di Gerusalemme, l'avvenimento che avrebbe dato l'avvio agli "ultimi tempi" e all'instaurazione del millennio di pace, a sua volta preludio della fine del mondo.
Colombo compilò anche un'opera profetica e propagandistica, il Liber prophetiarum ("Libro delle profezie"), in cui tesseva le lodi di Isabella di Castiglia e Fernando d'Aragona e dei regni ispanici sui quali essi regnavano, con la consapevolezza che i "re cattolici" avrebbero occupato un ruolo provvidenziale nella storia cristiana. In quest'opera, Colombo ribadiva che, in tutti i viaggi che aveva intrapreso, egli aveva agito in accordo con i due sovrani e sotto il potere spirituale di papa Alessandro VI. Colombo compose questo libro per collocare le sue scoperte all'interno di una più ampia sequenza di eventi, che sarebbero stati cruciali per la salvezza dell'umanità: ai suoi occhi, la scoperta della nuova via verso l'Oriente rappresentava il primo passo verso la liberazione di Gerusalemme e della Terra santa dal dominio musulmano. Nonostante tutto questo, però, poiché l'unico manoscritto del "Libro delle profezie" rimase nella biblioteca della famiglia Colombo a Siviglia, sembra ragionevole supporre che quest'opera non sia mai stata inviata ai sovrani ispanici e che Colombo abbia portato il codice con sé nel suo quarto e ultimo viaggio.

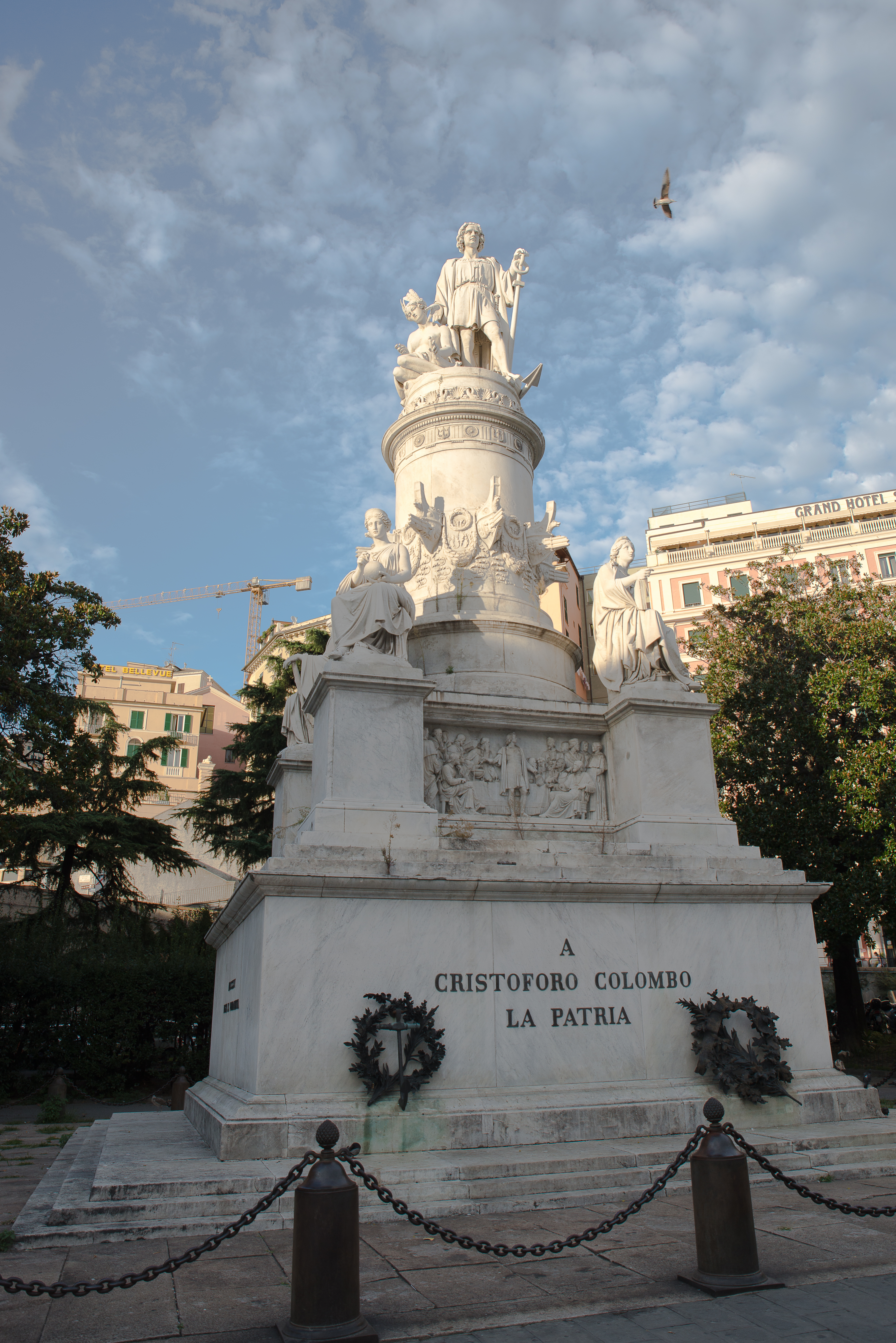
Statua di Cristoforo Colombo a Genova

In questa prospettiva, Colombo vedeva i sovrani di Castiglia e Aragona come attori fondamentali nel rinnovamento del mondo: «Altezze, pensate a quanto poco denaro e fatica vi sia costata la riconquista del Regno di Granada! L'abate calabrese Gioacchino da Fiore disse che colui che ricostruirà il Santuario sul monte Sion verrà dalla Spagna». Colombo era anche sicuro che un ruolo speciale era riservato ai Francescani nelle attività missionarie che si sarebbero avviate e vedeva le Americhe come la nuova arena in cui il proselitismo cristiano avrebbe potuto realizzarsi. Di fatto, anche i missionari europei che cominciavano a incontrare gli indigeni americani, contestualizzavano queste popolazioni, nel quadro della loro visione provvidenzialistica della storia, come l'ultimo popolo pagano la cui conversione (prima di quella degli Ebrei e del ristabilimento di Gerusalemme come capitale dell'umanità) avrebbe portato a compimento le attese medievali della futura Apocalisse.

## Retrodatazione della scoperta dell'America
Prima di Colombo già alcuni popoli avevano compiuto dei tentativi verso il nuovo continente, come ad esempio i vichinghi (che certamente giunsero a Terranova) e i portoghesi, che avevano colonizzato le Azzorre, situate al largo nell'Atlantico; alcuni colonizzatori islandesi erano giunti inoltre in Groenlandia verso il finire del X secolo. Comunque, nonostante l'America fosse già stata quasi sicuramente raggiunta da altri popoli, a Colombo va il fatto di aver innescato uno straordinario processo di colonizzazione del nuovo mondo, portando così alla vera e propria scoperta di esso da parte di tutti. I vichinghi e gli islandesi non colonizzarono su larga scala le nuove terre scoperte, abbandonandole dopo poco, probabilmente perché molto lontane e in parte inospitali.
Secondo il giornalista Ruggero Marino la scoperta dell'America da parte di Colombo sarebbe da anticipare di qualche anno. Secondo queste tesi, il navigatore avrebbe compiuto già nel 1485 un viaggio che lo avrebbe portato nel Nuovo Mondo. Questo lo si potrebbe dedurre da vari indizi: la rotta seguita da Colombo nel primo viaggio nel 1492 segue esattamente le correnti, inoltre, sulla tomba di papa Innocenzo VIII è riportata la frase "Durante il suo regno la scoperta di un Nuovo Mondo". Il papa però morì il 25 luglio 1492, alcuni giorni prima della partenza ufficiale. L'autore di detta iscrizione può avere sia fatto semplice riferimento all'ultimo anno solare in cui visse Innocenzo VIII, appunto il 1492, quanto all'oggi noto ruolo di "protettore" che detto papa ebbe nei confronti di Colombo. È da notare anche che il navigatore turco Piri Reìs, nella sua famosa mappa, realizzata nei primi decenni del XVI secolo, annotò che la zona delle Antille era stata scoperta nell'anno del calendario islamico 896 (corrispondente al 1490/1491 dell'era cristiana) da parte di un genovese infedele di nome Colombo.

## La causa per l'eredità e la discendenza
Nel 1497 i sovrani di Castiglia e Aragona concessero a Colombo la facoltà di istituire un maggiorasco, cosa che il navigatore fece nell'anno successivo tramite testamento (un altro testamento venne fatto nel 1502 e altri codicilli nel 1506). Colombo precisò che il maggiorasco dovesse essere ereditato solamente da un discendente maschio, oppure, in assenza di questo, dai parenti. Deceduto Colombo, il maggiorasco passò al figlio Diego e quindi, alla morte di questo, al figlio Luigi, il quale ebbe delle controversie con l'imperatore Carlo V circa il modo con cui conferire le cariche e recepire le entrate fiscali. Venne infine raggiunto un accordo secondo cui a Luigi spettava il titolo di marchese della Giamaica, invece che di governatore, il Ducato di Veragua e una rendita fissa a vita in luogo della decima convenuta nelle capitolazioni da suo nonno Cristoforo. Luigi morì senza discendenti maschi, per cui l'eredità andò al nipote Diego, ultimo discendente maschio in linea retta da Cristoforo Colombo, morto nel 1578 senza figli.

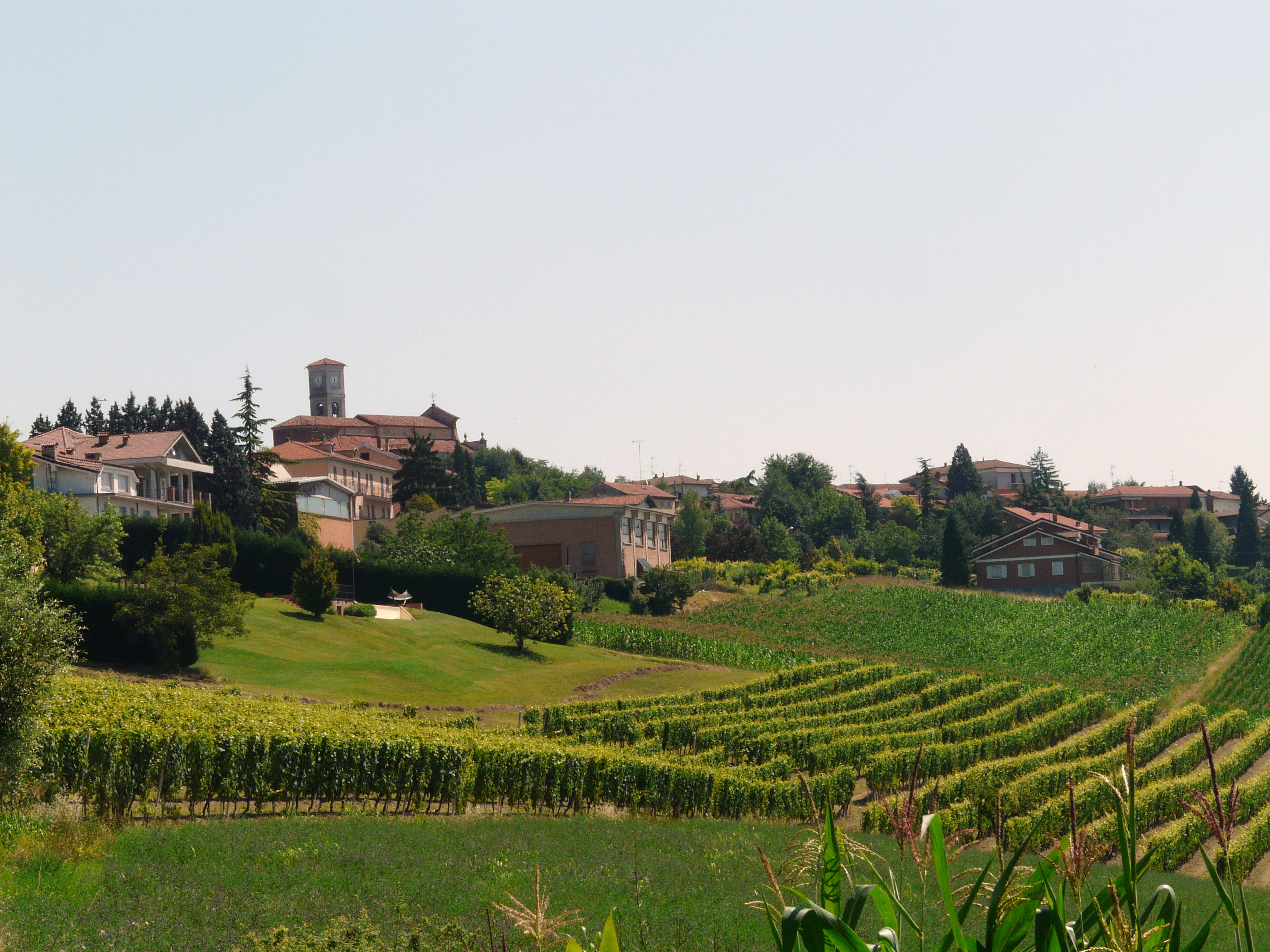
Scorcio di Cuccaro Monferrato (AL)

Sorse allora una controversia fra i presunti eredi, complicata anche dal fatto che non si riuscì a trovare il testamento del 1502 ma solo quello del 1498 e dei codicilli del 1506. Il 4 ottobre 1583 il re Filippo II di Spagna scrisse una lettera al duca di Mantova e duca del Monferrato Guglielmo Gonzaga per informarlo che alla sua corte era in corso una disputa tra Cristoforo di Cardona (ammiraglio delle Indie), Francesca Colombo, Alvaro di Portogallo (conte di Gelves), Giovanna di Toledo, la badessa e le monache del convento di Valladolid, Maria Colombo (monaca dello stesso convento di Valladolid), Cristoforo Colombo (fratello di Luigi, con lo stesso nome dello scopritore del Nuovo Mondo) e Baldassare Colombo.
Proprio le pretese di Baldassarre spinsero Filippo II a chiedere a Guglielmo Gonzaga di interrogare sotto giuramento dei testimoni nel Monferrato e, entro sei mesi, inviare una relazione scritta al supremo tribunale di Spagna. I punti da chiarire erano l'appartenenza all'antica famiglia dei Colombo di Cuccaro Monferrato; il legame di parentela tra gli avi di Cristoforo Colombo e quelli di Baldassarre; la presenza del nome di Domenico Colombo, padre di Cristoforo, tra le scritture pubbliche di Cuccaro; e il fatto che Cristoforo Colombo fosse discendente dei Colombo del castello di Cuccaro. Erano poi da raccogliere il più alto numero possibile di testimonianze sulle sorti e l'ubicazione del ramo di Cuccaro dei Colombo e sul perché tutti parlavano di Cristoforo come di un genovese anziché di un cuccarese.
Il duca di Mantova delegò quindi il senatore Ferrari e due notai di procedere con le indagini, vidimate poi dal Senato di Mantova e dal vescovo di Casale Monferrato e inviate nella penisola iberica. La causa, celebratasi dinanzi al Consiglio delle Indie, si protrasse finché, il 22 dicembre 1608, il maggiorasco venne assegnato a Pedro Nuño Colón de Portugal, maschio ma discendente in linea femminile (figlio di Alvaro di Portogallo, a sua volta figlio di Isabella Colombo, figlia di Diego Colombo nonché nipote di Cristoforo). Baldassarre Colombo, che pure era stato riconosciuto come parente dell'ammiraglio, rimase escluso perché non ritenuto, come Pedro Nuño, il parente più prossimo dello scopritore del Nuovo Mondo.
Tuttavia, a Baldassarre venne dato il titolo di conte e venne assegnata una somma di 2000 ducati come parte della rendita dello Stato di Veragua. Lo studio effettuato nei primi anni del 1800 da Gian Francesco Galleani Napione di altri documenti custoditi dal discendente Guglielmo Fedele Colombo, ha provato l'estinzione delle due linee della famiglia Colombo: una del Baldassarre, l'altra di Ascanio Colombo, vivente ancora nel 1652. Guglielmo Fedele era invece discendente dall'unico ramo noto della famiglia Colombo ancora vivo, quello cioè di Cuccaro, estintosi poi anche questo nel 1877 con Luigi Colombo, prelato di Gregorio XVI e Pio IX. Luca Antonio Colombo, padre di Guglielmo Fedele, venne investito di porzioni del feudo di Cuccaro l'8 giugno 1737, passate poi con cerimonia solenne al fratello Francesco Veremondo il 27 giugno 1769.

## Aspetti controversi

### Memoriale
Nel Memorial de Cristobal Colon a los Reyes Catolicos sobre las cosas necesarias para abastecer a las Indias ("Memoriale di Cristoforo Colombo ai re cattolici sulle cose necessarie per le Indie"), egli scrisse: "Il nuovo Mondo dovrebbe essere organizzato, fin quando non si siano stabiliti commerci con i ricchi imperi asiatici, in un numero di fattorie, come quelle create dai portoghesi in Africa nel corso del XV secolo in modo da: ottenere oro, schiavi e altri beni attraverso il pacifico riscatto o tramite baratto con i nativi", o tramite sfruttamento diretto delle risorse, "utilizzando il lavoro dei nativi, che è più economico del lavoro importato dall'Europa, libero o schiavo". Inoltre speciale importanza è data "alle persone di buona coscienza necessarie per amministrare la giustizia, sia per gli spagnoli sia per i nativi, che invece sono trattati entrambi più seguendo la crudeltà che la ragione". Il memoriale dimostra che:
- lo scopritore, negli ultimi anni della sua vita, sostenne la stessa idea ("un'idea non violenta", sebbene si rivelò tale), riguardo all'organizzazione del Nuovo Mondo che egli aveva maturato nel periodo precedente alla scoperta;[177]
- sebbene crimini furono commessi durante la vita e dopo la morte di Colombo, la maggior parte di essi non sono imputabili al Colombo stesso;[177][178][179]
- Colombo creò quello che a tutt'oggi appare un "sistema schiavistico", un sistema diffuso delle società di quel tempo e frutto delle ideologie europee dell'epoca[180]. Altri esempi di tale sistema sono la fortezza di Elmina nell'attuale Ghana, costruito dai portoghesi nel 1482 e perno del commercio degli schiavi, le encomiende e la servitù della gleba);[177]
- Colombo utilizzò metodi molto violenti, sia verso i nativi, sia verso i compatrioti[137][181] sebbene essi contrastassero con le sue idee.[177][178][179]

### Caratteristiche fisiche
Nonostante l'abbondante numero di opere d'arte raffiguranti Cristoforo Colombo, non si hanno dei ritratti autentici che lo raffigurino. Tutti quelli pervenutici sono in realtà dei dipinti eseguiti dopo la morte del famoso navigatore, realizzati in base alle descrizioni dei suoi contemporanei o in alcuni casi delle vere e proprie opere di fantasia di epoche successive, fra le più celebri quella di Sebastiano del Piombo del 1519 dove il navigatore ha dei capelli color rame. Questo spiega il perché dell'enorme quantità di effigi che descrivono Colombo e che gli conferiscono una svariata molteplicità di aspetti, rendendo difficile stabilire con certezza quali fossero le sue vere caratteristiche fisiche. Il primo quadro concernente la scoperta del Nuovo Mondo, dove si può ammirare anche il volto di Colombo, è ritenuto essere la Madonna dei Navigatori di Alejo Fernández, realizzato tra il 1531 e il 1536 per la Casa de Contratación di Siviglia.
Secondo le poche testimonianze del suo aspetto aveva dei capelli biondi ardenti, carnagione chiara leggermente lentigginosa, alto più di 1,80 m, con occhi chiari, azzurri o grigi. All'esposizione mondiale di Colombo del 1893 vennero messi in mostra 71 suoi ritratti, rappresentanti Colombo con capelli rossi o biondi, che nella realtà diventarono brizzolati relativamente presto, occhi chiari e un colorito della pelle chiaro reso rosso dalla prolungata esposizione al sole.

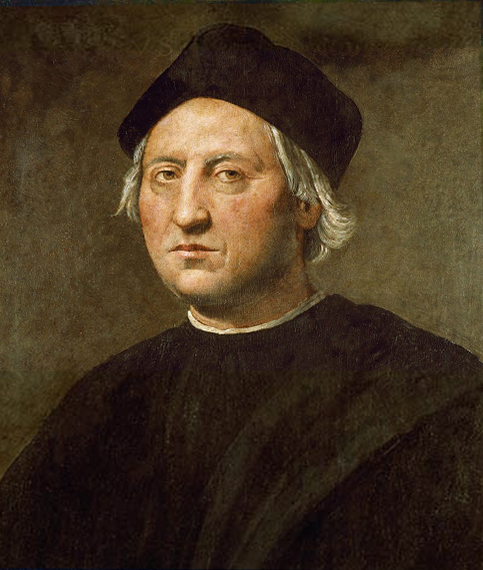
Ritratto postumo eseguito da Ridolfo Ghirlandaio, circa 1520
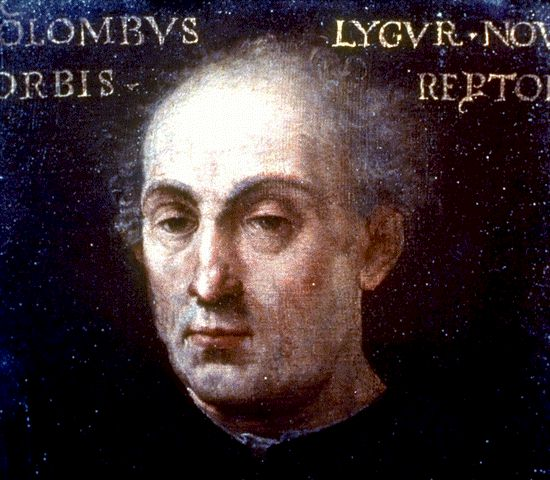
Ritratto postumo pubblicato nel 1551 in un'opera di Paolo Giovio
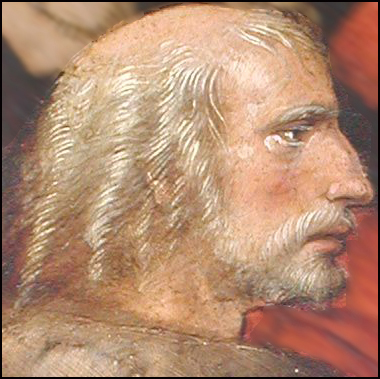
Particolare del viso di Colombo nella Madonna dei Navigatori di Alejo Fernández, 1531-1536

### Dibattito sulla nazionalità

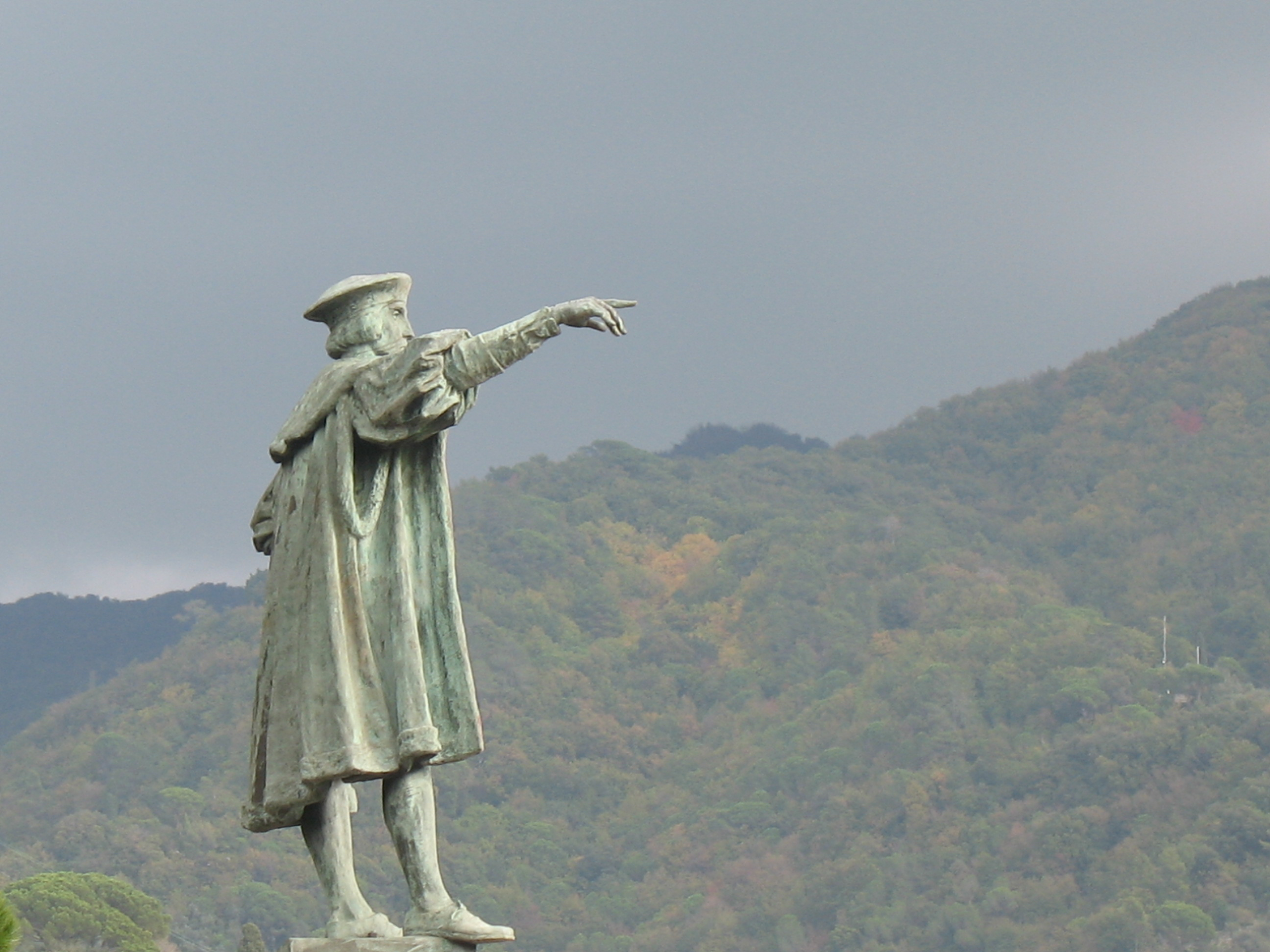
Monumento dedicato a Cristoforo Colombo a Rapallo in Liguria

Vi sono varie idee circa il luogo di nascita di Colombo. Alla teoria classica e universalmente nota che indica Genova come città natale del navigatore, si contrappongono in Italia i centri liguri di Savona, Cogoleto e Terrarossa Colombo (frazione del comune di Moconesi) oltre a Cuccaro Monferrato e Bettola, tutti luoghi che comunque all'epoca erano nell'area della Repubblica di Genova. Fuori dall'odierna Italia, i paesi che rivendicano i natali di Colombo sono la Spagna (con possibile origine ebraica), il Portogallo (spia ingaggiata per sviare l'attenzione spagnola dall'Africa) e la Polonia (figlio del re Ladislao III). Fra le prime citazioni alla nazionalità ligure di Colombo v'è quella presente in una lettera datata a maggio 1493 inviata da Pietro Martire D'Anghiera al conte Giovanni Borromeo, dove è espressamente citato Christophorus quidam Colonus vir Ligur ("un certo Cristoforo Colono uomo ligure"). Un altro precoce riferimento all'origine genovese di Colombo è il libro De dictis factisque memorabilibus collectanea: a Camillo Gilino latina facta del doge di Genova Battista Fregoso (1440-1504), pubblicato a Milano nel 1509 e dove si parla di un Christophorus Columbus natione Genuensi. Francesco Guicciardini, nella sua Storia d'Italia del 1538, João de Barros, nel suo L'Asia (1552) e Torquato Tasso (1544-1595), nella Gerusalemme liberata del 1581 indicano Colombo come genovese o ligure. Altri famosi scrittori e umanisti portoghesi, come Damião de Góis e Garcia de Resende, nelle loro cronache ufficiali hanno confermato le origini genovesi di Colombo.

### Data di nascita

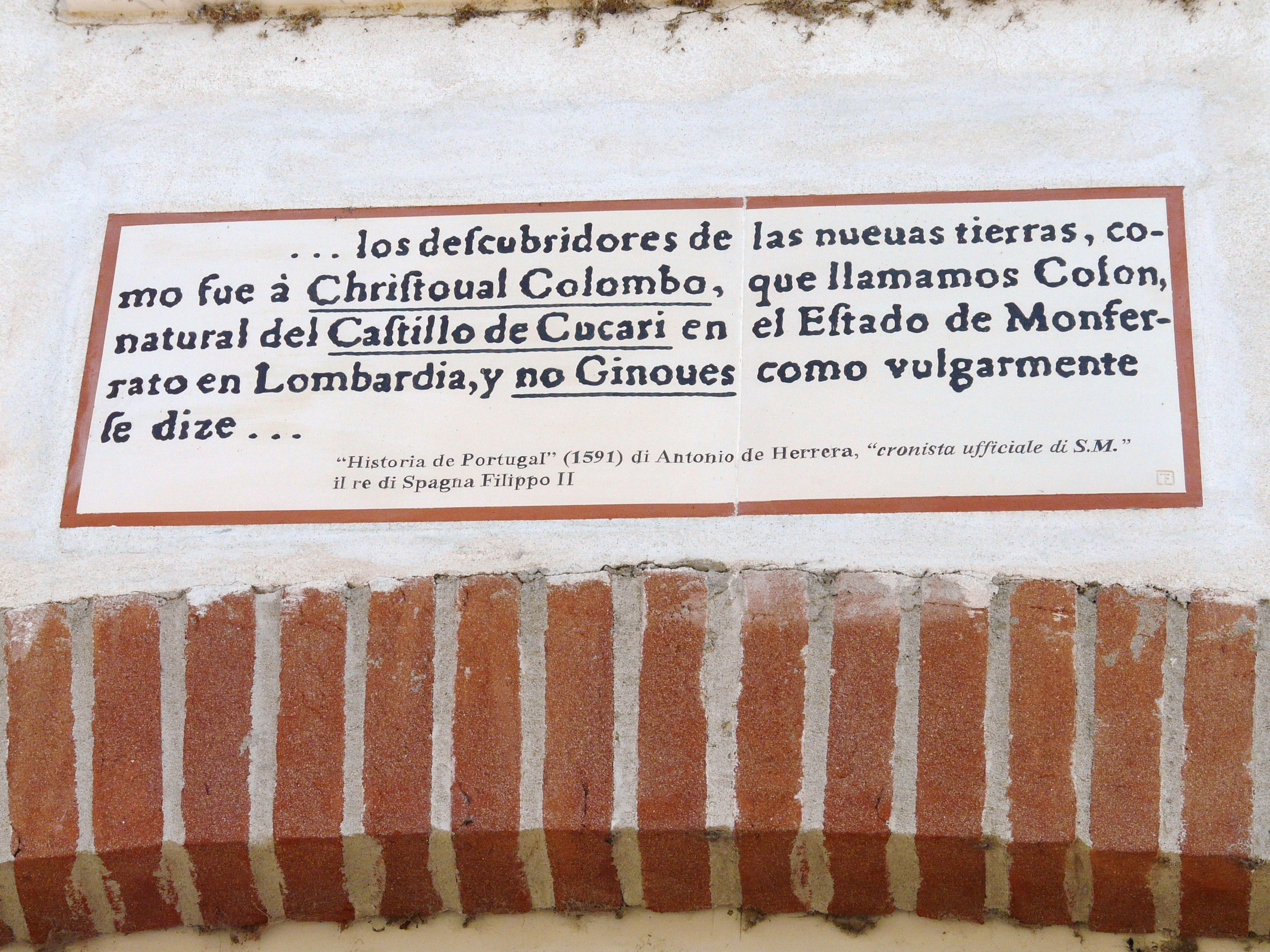
Iscrizione presso il museo di Colombo a Cuccaro Monferrato rivendicante la presunta natalità del navigatore nelle terre monferrine

Per guardare, come sopra anticipato, con maggiore esattezza la sua nascita, datata proprio tra il 26 agosto e il 31 ottobre 1451, vanno in effetti considerati due documenti particolarmente fondamentali. Il primo fu rinvenuto da Marcello Staglieno nell'Archivio di Stato in Genova. Si tratta di un documento in data Genova 31 ottobre 1470, negli atti del notaro Nicola Raggio (filza 2, anno 1470, n. 905) nel quale Cristoforo Colombo, figlio di Domenico, dichiarava di avere un'età superiore ai 19 anni: non avendo ancora raggiunta la maggiore età, ovvero i 25 anni, la sua data di nascita venne collocata tra il 1446 e il 1451. Tuttavia nel 1904 un altro studioso, il generale Ugo Assereto, rinvenne nell'Archivio di Stato genovese un secondo documento noto agli studiosi come "documento Assereto".
In esso, in data Genova 25 agosto 1479 negli atti del notaro Gerolamo Ventimiglia (filza 2, n. 266), Cristoforo Colombo dichiarava di essere nato in Genova e di avere "approssimativamente" l'età di 27 anni (tale documento è di estrema importanza anche perché quella sua pur breve presenza a Genova rimane l'ultima documentata; e soprattutto perché Cristoforo Colombo, vi fornì dati biografici coincidenti con quelli, acclarati anche da quanti non lo vogliono nativo di Genova, relativi per l'appunto al futuro «Cristóbal Colón descubridór de las Yndias»: Cristoforo cioè precisò anche di avere soggiornato a Lisbona da più di un anno, di avere fatto un viaggio a Madera e di essere sul punto di tornare nella stessa Lisbona quale viaggiatore commerciale e quale cliente fiduciario al servizio di mercanti genovesi stabilitisi a Lisbona, quegli stessi Lodisio Centurione e Paolo Di Negro i cui eredi vennero poi ricordati da lui e dal figlio Diego nei loro testamenti, rispettivamente dei 1506 e 1523).
Per tornare alla sua nascita, sulla base dei due documenti rinvenuti da Staglieno e Assereto, essa deve collocarsi tra quel 26 agosto e quel 31 ottobre 1451, ovvero proprio nel periodo in cui – sulla base di un documento in data Genova 16 aprile 1451, conservato nell'Archivio di Stato genovese-Archivio Segreto, «Manuali Decretorum», n. 1, n. gen. 734, c. 418 T – il padre Domenico e la madre Susanna Fontanarossa già abitavano in una casa in vico Diritto dell'Olivella.
In essa egli rimase per circa quattro anni. Lo si evince da un ulteriore documento del 18 gennaio 1455 (conservato nella Biblioteca Apostolica Vaticana - God. 9452, parte II, carta 219 T., «Estratto dal libro degli lnstrumenti del fu Giovanni Recco Notaio, c. 391»), nel quale si legge che, immediatamente dopo tale data, Domenico Colombo doveva trasferirsi con la propria famiglia in una nuova casa con giardino nel vico Diritto di Ponticello, fuori della porta di Sant'Andrea, dove a pianterreno aprì la sua bottega di tessitore (textor pannorum) nella quale visse il giovanissimo Cristoforo, non ancora quattrenne. Ovvero nella «casa di Colombo», di cui a tutt'oggi sono conservate le vestigia, in quello che continua a essere chiamato vico Diritto di Ponticello, da cui si allontanò nel 1470 quando i genitori si trasferirono a Savona.
Altri studi, anch'essi pubblicati dal Comitato Nazionale per le celebrazioni del V Centenario della scoperta dell'America, concludono che la famiglia di Cristoforo era di origine spagnola, appartenente a un ceppo ebraico di ebrei convertiti (o, come allora si diceva in Castiglia, di marranos): e come suo nonno Giovanni scappasse all'alba del XV secolo probabilmente dalla Spagna a Genova, anch'essa tuttavia ampiamente antisemita, per sfuggire alle persecuzioni cui anche i "cristiani nuovi", marranos o moriscos che fossero, venivano sottoposti.
Tale ipotesi non è peraltro cosa nuova, in quanto già formulata nel 1940 da un altro sostenitore semitico: Salvador de Madariaga; portando a conforto della tesi la mancata presenza, negli Archivi ecclesiali e in quelli di Stato consultati dai ricercatori negli ultimi due secoli, di qualsiasi documento su altri avi di Cristoforo: gli unici documenti sono infatti relativi a suo padre Domenico e a suo nonno Giovanni.

## Lo stemma
Lo stemma di Cristoforo Colombo venne concesso con decreto reale dai sovrano del Regno di Castiglia e León il 20 maggio 1493 durante la convocazione a Barcellona in occasione del resoconto del viaggio di scoperta delle Indie.
Lo stemma del 1493 è un inquartato. I primi due quarti ricordano gli stemmi di Castiglia (di rosso al castello d'oro) e León (d'argento al leone di porpora) modificati: il primo, infatti, presenta un campo verde anziché rosso e, il secondo presenta il leone non è coronato. Nel terzo quarto sono rappresentate le isole scoperte da Colombo, nel quarto quarto si trova «las armas vuestras que soliades tener, las cuales armas sean conocidas por vuestras, e de vuestros fijos e descendentes para siempre jamas», ovvero un'arma di famiglia, tuttavia sconosciuta fino ad allora (d'oro alla banda d'azzurro con il capo di rosso). Esistono molti dubbi che sia autentica e preesistente, probabilmente venne accordata contestualmente alla concessione dello stemma.
Lo stemma venne modificato da Cristoforo Colombo poco tempo dopo e utilizzato come frontespizio del Codice dei Privilegi di 1502 (redatto per difendere i propri diritti come scopritore delle nuove terre). Nello stemma compaiono i primi due quarti esattamente come appaiono nello stemma di Castiglia e Leon (il campo del primo da verde diventa rosso ed il leone risulta coronato), alle isole fu aggiunta una striscia di terraferma a forma di Y e fu aggiunto un quarto quarto d'azzurro a cinque ancore in fascia d'oro per sottolineare il suo titolo di "Ammiraglio del Mar Oceano"; lo stemma della famiglia Colombo venne posto innestato in punta.
Dopo la morte di Cristoforo Colombo il 20 maggio 1506, il re Ferdinando di Aragona, vedovo della regina Isabella e reggente del regno di Castiglia, ordinò di aggiungere una bordura d'argento caricata con il motto in lettere di nero «A Castilla y León dio nuevo mundo Colón» ("A Castiglia e León Colombo ha dato un nuovo mondo"). La bordura è citata dallo storico Gonzalo Fernández de Oviedo y Valdés nella sua Historia general de Las Indias, islas y tierra firme dal mar Océano del 1535.

## Opere
- Diario del primo viaggio
- Libro delle profezie
- Memorial des Agravios

## Nella cultura di massa

### Romanzi
- Alejo Carpentier, L'arpa e l'ombra (El arpa y la sombra, 1979)

### Letteratura italiana
Nelle Operette morali di Giacomo Leopardi si trova il Dialogo di Cristoforo Colombo e Pietro Gutierrez.

### Saggi
- Leon Bloy, Le Révélateur du globe. Christophe Colomb et sa béatification future, Prefazione di Jules Amédée Barbey d'Aurevilly, Paris, A. Sauton, 1884.

### Teatro
- Cristoforo Colombo, opera lirica di Alberto Franchetti, su libretto di Luigi Illica, rappresentato il 6 ottobre 1892.
- Le Livre de Christophe Colomb, dramma lirico in due parti di Paul Claudel, del 1933; una prima versione, del 1927, andò in scena a Berlino nel 1930, su musica di Darius Milhaud.
- Isabella, tre caravelle e un cacciaballe, commedia di Dario Fo, del 1963.

### Cinema
- Cristoforo Colombo (Christopher Columbus), film diretto nel 1949 da David MacDonald e interpretato da Fredric March.
- 1492 - La conquista del paradiso (1992), realizzato da Paramount Pictures in occasione del cinquecentesimo anniversario del primo viaggio di Colombo e interpretato da Gérard Depardieu[202]. Il film diretto e prodotto da Ridley Scott, ritrae i primi due viaggi verso il nuovo mondo e gli effetti che questi ebbero sui nativi americani.
- Cristoforo Colombo - La scoperta (1992), distribuito dalla Warner Bros. e interpretato da Georges Corraface. Diretto da John Glen, anche questo film è stato realizzato per celebrare il cinquecentesimo anniversario della "scoperta dell'America". Mario Puzo, celebre autore del Padrino, ha curato il soggetto e collaborato con la sceneggiatura.

### Televisione
- Cristoforo Colombo (1968), sceneggiato Rai in 4 puntate.
- Cristoforo Colombo (1985), miniserie televisiva in 4 puntate, interpretata da Gabriel Byrne e diretta da Alberto Lattuada.
- I promessi sposi (1990), cameo di Cristoforo Colombo interpretato da Tullio Solenghi.
- Il viaggio fantastico (1992).
- Isabel (2012), interpretato da Julio Manrique.

### Manga e anime
- Cristoforo Colombo (1991)